# Maratea
Maratea (AFI: [maraˈtɛa], Marathia in dialetto marateota, [maraˈtia]) è un comune italiano di 4 574 abitanti della provincia di Potenza, unico centro della Basilicata ad affacciarsi sul Mar Tirreno, più precisamente sul golfo di Policastro.
Il 10 dicembre 1990 il Presidente della Repubblica Italiana Francesco Cossiga ha insignito il comune con il titolo onorifico di "Città", titolo di cui comunque Maratea già si vantava in base a un decreto del 1531 firmato da Carlo V d'Asburgo.
Nel 2023 Maratea è stata inserita tra i Borghi più belli d'Italia.

## Geografia fisica
(Indro Montanelli.)

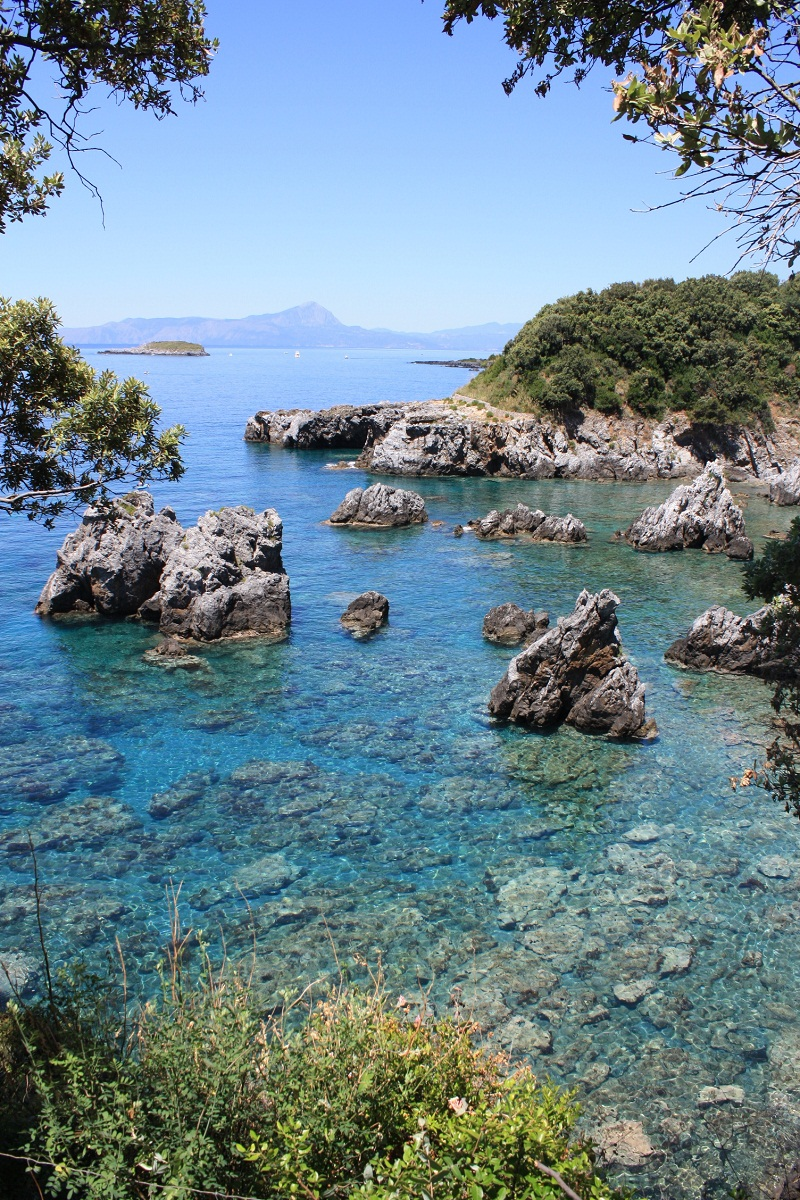
Paesaggio costiero nei pressi di Marina di Maratea

Il territorio di Maratea si estende per poco meno di 68 km². Ha per confini indicativi a nord il comune di Sapri in Campania e Rivello, a sud quello di Tortora in Calabria, a est Trecchina e da dopo di essa il resto della provincia di Potenza e a ovest il mare.
Ciò rende Maratea l’unico comune della propria provincia ad affacciarsi sul mare e l’unico della Basilicata sul Tirreno.
La costa si stende per circa 32 km, variegata da insenature, grotte, scogli, secche e spiagge per lo più ciottolose. Grosso modo al centro della costiera si trova il porto. Lungo il tratto meridionale della costa si distingue invece la piccola isola di Santo Janni.
Numerose le grotte sparse nel territorio, a catasto ne risultano 132 tra marine e terrestri. Tra queste si segnala la Grotta di Marina con molte stalattiti e stalagmiti.
Il territorio marateota è per lo più costituito da rilievi, con pochi pianori e terrazzamenti su cui insistono gli insediamenti antropici. Montagne e colline bagnano per lo più i costoni direttamente sul mare, creando pittoreschi panorami e scorci visivi.
- Classificazione sismica: zona 2 (sismicità medio-alta),[16], ordinanza PCM n. 3274 del 20/03/2003.

### Geologia e morfologia

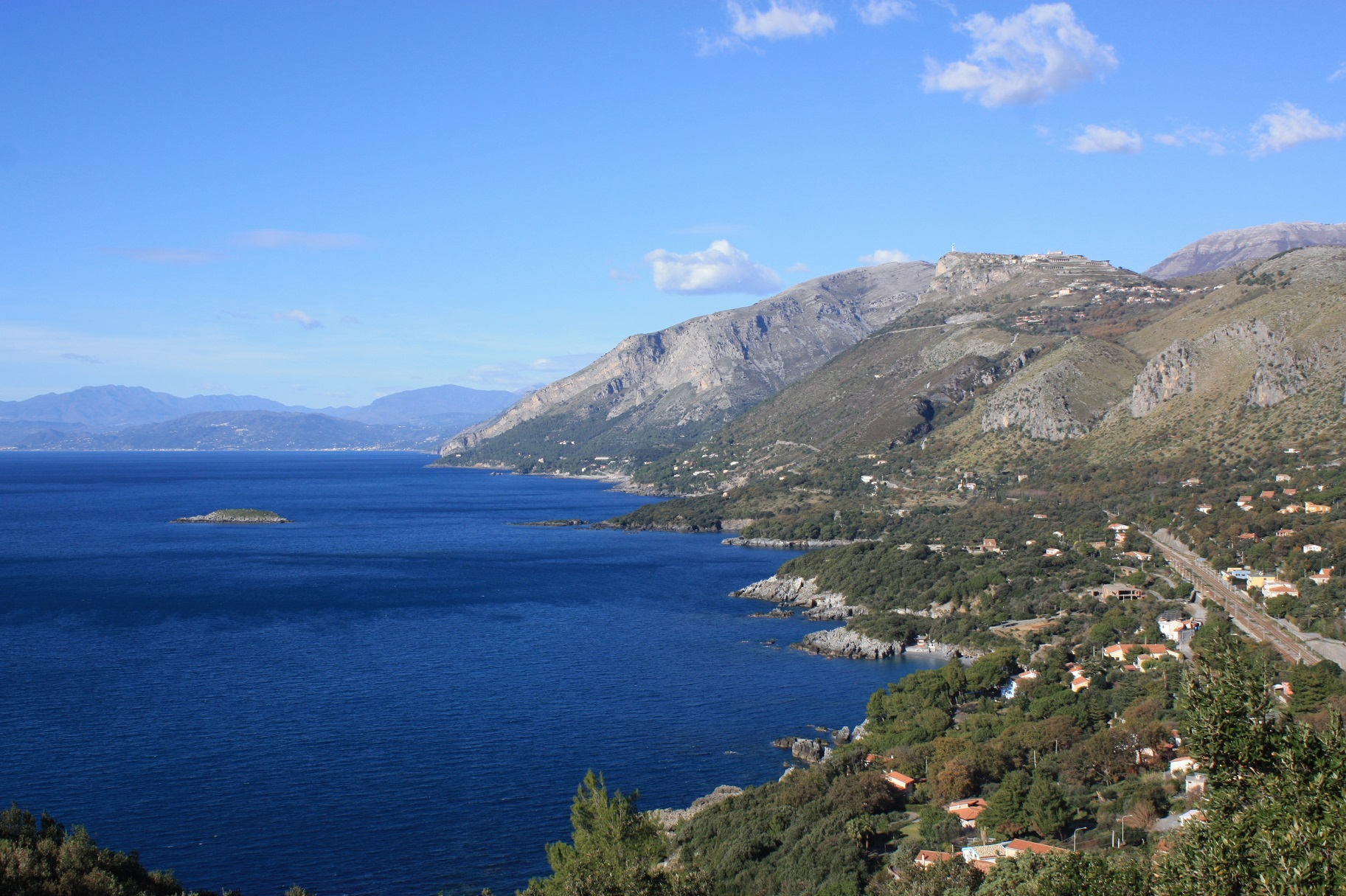
Il caratteristico contrasto di mari e monti della costa marateota

La storia della geologia del territorio di Maratea è iniziata durante l'Anisico e il Miocene inferiore.
Esso evidenzia diverse zone succedute attraverso episodi di metamorfismo durante l'Appiano, i cui depositi terrigeni più antichi si presentano fortemente tettonizzati. Questa conformazione si è originata tra il Langhiano e il Tortoniano e ha interessato i depositi accostandoli, sovrapponendoli ed elevandoli sino alla formazione della dorsale carbonatica che caratterizza l'area.
I depositi presso la costa sono formati da calcilutiti, calcareniti grigie e brune con marne, e calcari conglomeratici.
La dorsale è allungata in direzione appenninica, da nord-ovest a sud-est, delimitata verso il mare e verso l'interno da versanti ripidi che dalla costa si innalzano sino a raggiungere i 1 505 metri con il monte Coccovello.

### Orografia
La gran parte del territorio di Maratea è costituito da montagne e colline, con una sola area pianeggiante in prossimità della foce del fiume Noce e del confine con la Calabria. Il territorio comunale è compreso tra 0 e 1 505 metri di quota, culminando nella cima del Monte Coccovello, al confine con il comune di Rivello.
I rilievi montuosi della zona nord presenta episodi orografici plastici e di alto livello paesaggistico, con i versanti montuosi che calano direttamente sul mare. I rilievi sono costituiti per lo più da calcari dolomitici, e le pareti rocciose presentano caratteristiche variazione cromatiche, passando dal verde boschivo al rosso della nuda roccia calcarea.
I principali monti di questo sistema sono:

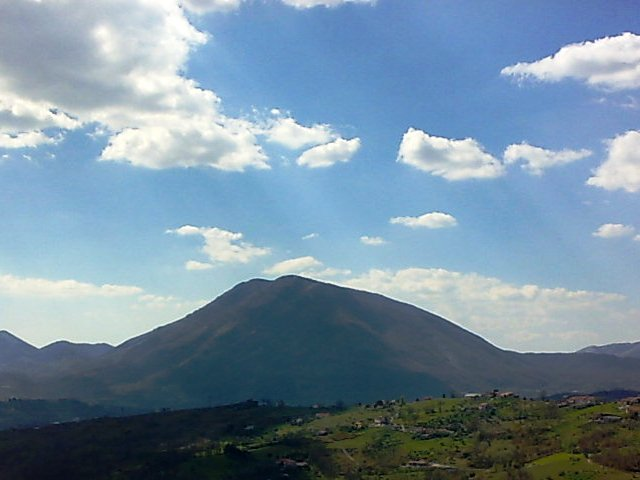
Il monte più alto di Maratea, il Monte Coccovello

- Monte Coccovello: alto 1 505 m, è il rilievo più alto del territorio. Il monte poggia su una vallata con il monte Cerrita, detta I Pozzi, di paesaggio tipicamente montano. Il monte allunga un versante verso il mare, con delle punte dette monte Spina e Serra del Tuono, che arrivano ad affacciarsi sulla costiera.
- Monte Cerrita: alto 1 083 m, detto anche Cerreta o Angiuleddi, è un grande rilievo che distende un fianco lungo tutta la vallata del torrente Fiumicello. Il versante meridionale del monte è spoglio di vegetazione, che si riduce a gariga, mentre quello settentrionale ospita qualche piccolo bosco.

La parte centrale è caratterizzata da un sistema montuoso a forma di Y, anch'esso costituito da formazioni di calcare dolomitico. I rilievi di questo sistema sono:
- Monte Crivo: alto 1 277 m, si distingue per la sua struttura con tre punte, con quella centrale caratterizzata dalla presenza di una croce votiva in ferro battuto. Ai piedi del monte si apre una faglia che con un fenomeno di sackung crea una lenta e costante frana che fa scivolare, nel corso dei secoli, la valle sottostante verso il mare[20].
- Monte San Biagio: alto 623 m, è il prolungamento sul mare del sistema montuoso del monte Crivo, con la sua caratteristica conformazione allungata verso il mare è l'episodio montuoso più rilevante del territorio di Maratea. Sebbene non altissimo, la sua posizione, al centro del territorio, rende la sua cima un notevole punto panoramico sulla costa e sull'entroterra. Sulla sua cima ospita le rovine dell'antica Maratea detta «Castello», la grande statua del Redentore e la basilica del santo da cui prende il nome.
- Serra Capeddera: alta 1 067 m, sovrasta il settentrione della frazione Brefaro.
- Serra Pollino: alta 1 099 m, sulla cima ospita il santuario della Madonna di Trecchina.
- Monte Maiorino: alto 1 003 m, poco distante dal precedente. Ha dei versanti molto boscosi.

La parte più meridionale del territorio apre grandi vallate attraversate da torrenti alluvionali. Le formazioni montuose, di grande valore paesaggistico, costituiscono tre piani di visione: la costa rocciosa, con al largo le isolette della Matrella e di Santo Janni, la zona costiera quasi pianeggiante, caratterizzata da un verde boschivo e le pareti rocciose perpendicolari alla costa. Solo due gli episodi montuosi notevoli:

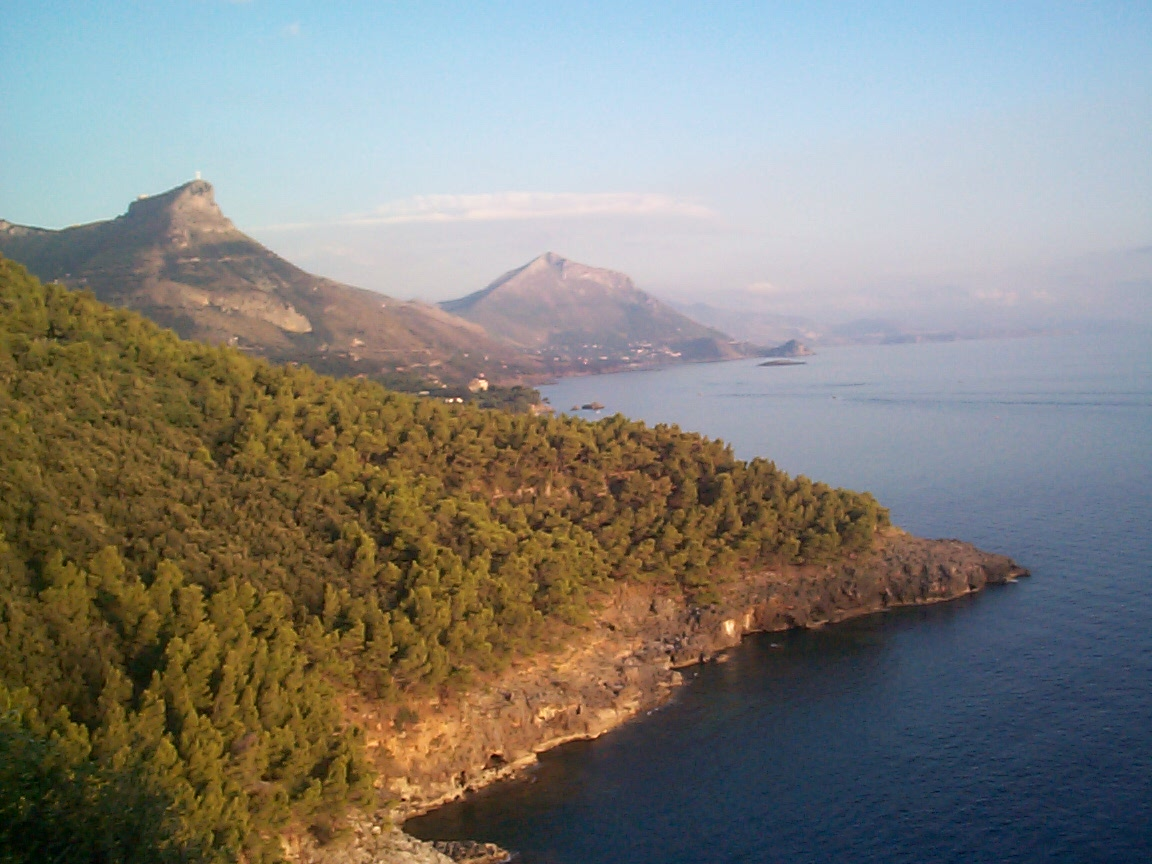
Bosco di ogliastri sulla punta omonima della costa di Maratea, nello sfondo il monte San Biagio, con in cima la statua del Redentore, e l'abitato di Marina

- Monte Rotonda: alto 852 m, si trova tra Massa e Brefaro. La cima del monte ospita un piccolo bosco.
- Serra di Castrocucco: alta 743 m, ha una caratteristica forma a piramide. Sul lato nord, che ospita per lo più garighe e una solitaria pineta. Il lato ovest, più boscoso, posa sul mare due promontori: uno ospita un bosco di cedri, l'altro la Torre Caina. Il versante sud ospita, su un costone roccioso, il Castello di Castrocucco. La parte settentrionale del monte si prolunga in piccole vette.

### Idrografia
Nel territorio di Maratea scorre un solo fiume, il Noce, la cui foce segna il confine con la Calabria.
Molti i torrenti che scorrono tra i monti del territorio, ma solamente quello detto Fiumicello, che sfocia in mare presso l'omonima frazione, non ha carattere stagionale o alluvionale. I più lunghi corsi d'acqua sono di questo tipo sono il canale di Montescuro, che scorre alle falde del Coccovello, e quello del Carròso, che nasce presso Brefaro e sfocia nel Noce.
Il reticolo idrografico della zona a nord del monte San Biagio è scarsamente sviluppato in superficie, ma ben presente nel sottosuolo, che nella valle di Maratea dà origine a numerose sorgenti, tra le quali si ricordano quella di Sorgimpiàno, di San Basile, e di Cavalero.
La zona a sud presenta invece un più evidente reticolo superficiale, con numerosi torrenti alluvionali che scorrono in profondi valloni verso il mare o verso il Noce.

### Flora e fauna
(Cesare Pavese e Bianca Garufi.)

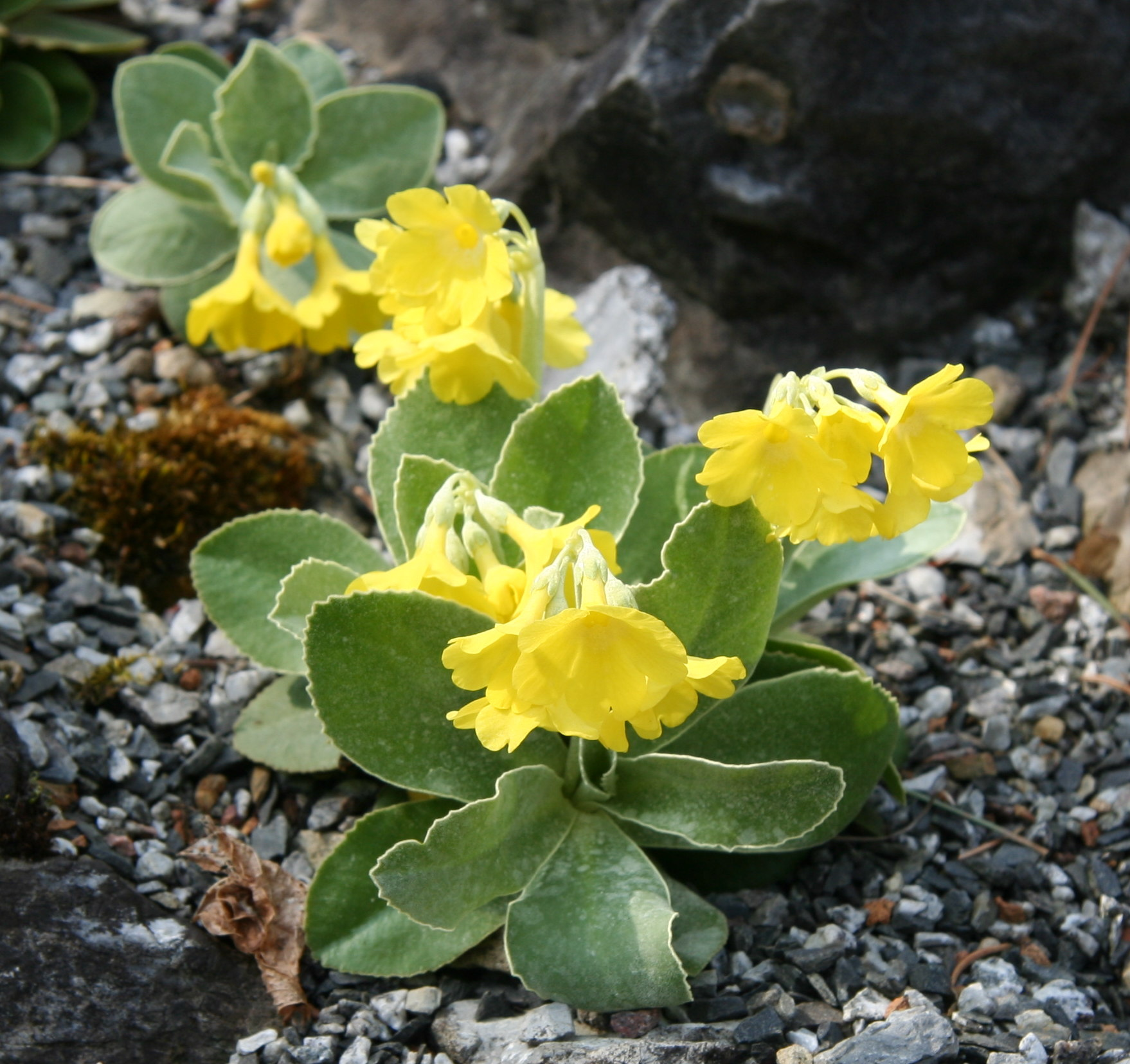
Un esemplare di Primula palinuri al giardino botanico di Göteborg. A Maratea è presente un endemismo, in maniera puntiforme, di questo fiore, l'unico in Basilicata.

La flora del territorio di Maratea è tipica macchia mediterranea.
La tipica vegetazione è costituita prevalentemente da lecci, per cui si segnala il bosco de Ilicini, formato da caratteristici lecci in miniatura resi nani dalla salsedine, così come esemplari di fillirea, lentisco, cisti, mirto, carrubo, corbezzolo, carpinella e siliquastro. A nord della costa si incontra una folta pineta, anche se decimata da due incendi, uno sviluppatosi nel 2009 e l’altro nel 2012.
Sui monti si trovano macchie di arbusti sparsi, accompagnati da carrubi, fichi d'India, ulivi, e viti. I versanti dei monti in parte riparati dall'eccessiva illuminazione del Sole ospitano anche boschi fitti, come sul monte San Biagio, dove si sviluppa un carpineto.
In più, nei pressi della frazione Marina di Maratea, si trova un endemismo floristico degno di nota: la presenza, sulle rocce di Punta Caina, di una stazione puntiforme (l'unica presente in Basilicata) di Primula di Palinuro (Primula palinuri),
un raro e protetto endemismo delle coste tirreniche, il cui fragile areale si presenta estremamente ridotto e puntiforme.
Per quanto riguarda la fauna, oltre alle specie comuni, si possono trovare simpatici cuccioli di cinghiali nei boschi e il grande falco pellegrino che svetta nel cielo sopra la costa.

### Misure di protezione ambientale

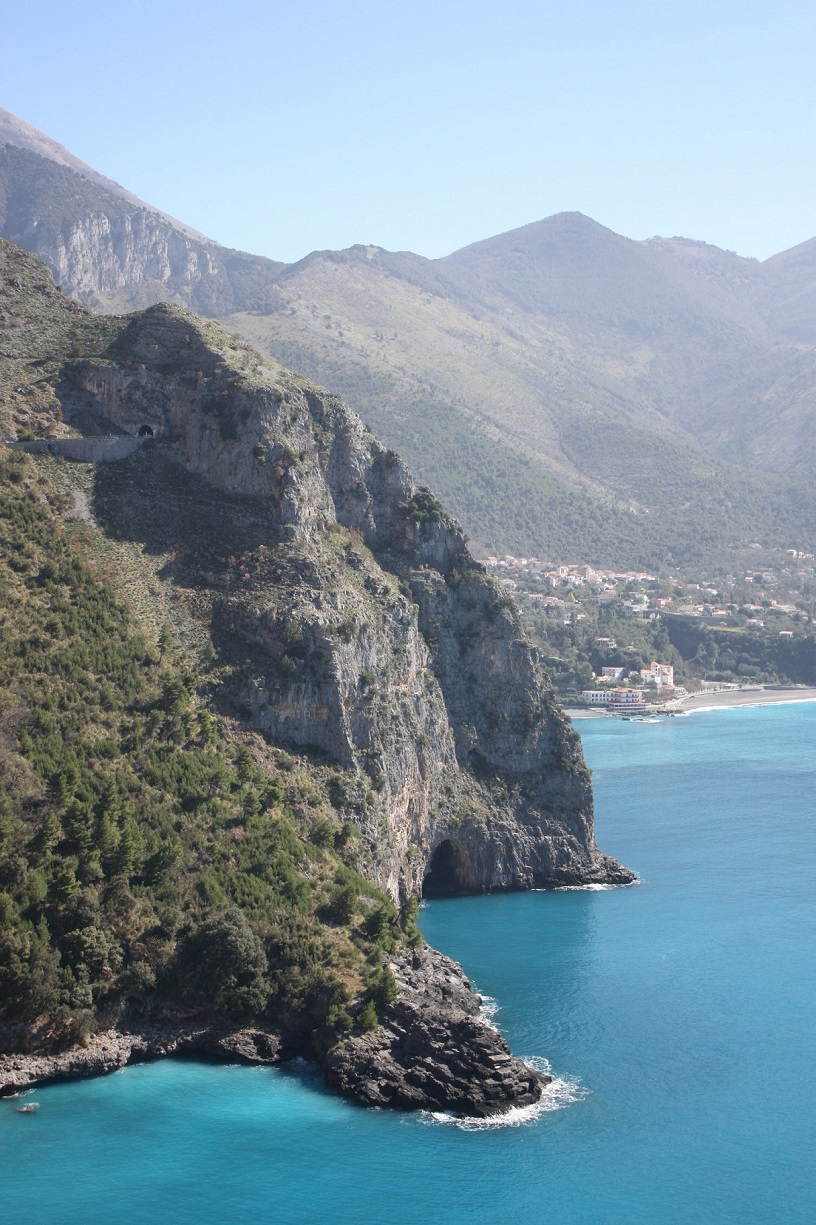
Falesia sulla costa nei pressi di Acquafredda

Per la protezione delle fitocenosi e dei preziosi endemismi sono state istituite nel territorio comunale di Maratea ben quattro aree SIC (Sito di importanza comunitaria), facenti parte della rete europea Natura 2000:
- Acquafredda di Maratea (codice IT9210015)
- Isola di Santo Janni e costa prospiciente (codice IT9210160)
- Marina di Castrocucco (codice IT9210155)
- Monte Coccovello e Monte Crivo (codice IT9210150)

Gli habitat di pregio, di interesse comunitario, sono i seguenti:
- Praterie di Posidonia (Posidonion oceanicae), habitat prioritario (codice Natura 20001120) rappresentato sui fondali compresi nelle aree SIC
- Grotte marine sommerse o semisommerse (codice Natura 2000 8330)
- Scogliere con vegetazione delle coste mediterranee, con Limonium ssp. (codice Natura 2000 1240)
- Pareti rocciose calcaree con vegetazione casmofitica (codice Natura 2000 8210)
- Matorral arborescenti di Juniperus ssp. (codice Natura 2000 5210).

### Clima
Secondo i dati medi del trentennio 1961-1990, la temperatura media del mese più freddo, gennaio, si attesta a +8,7 °C, mentre quella del mese più caldo, agosto, è di +23,4 °C. Maratea presenta un clima mite, caratterizzato da estati calde e umide e inverni generalmente miti e molto piovosi. Le frazioni più vicine al mare, presentano un clima lievemente più mite rispetto al centro, che si presenta più rigido d'inverno, è più caldo d'estate.
| Maratea            | Mesi | Mesi | Mesi | Mesi | Mesi | Mesi | Mesi | Mesi | Mesi | Mesi | Mesi | Mesi | Stagioni | Stagioni | Stagioni | Stagioni | Anno |
| Maratea            | Gen  | Feb  | Mar  | Apr  | Mag  | Giu  | Lug  | Ago  | Set  | Ott  | Nov  | Dic  | Inv      | Pri      | Est      | Aut      | Anno |
| ------------------ | ---- | ---- | ---- | ---- | ---- | ---- | ---- | ---- | ---- | ---- | ---- | ---- | -------- | -------- | -------- | -------- | ---- |
| T. max. media (°C) | 12,0 | 12,2 | 14,3 | 17,0 | 20,9 | 25,1 | 28,2 | 28,5 | 25,9 | 21,6 | 17,0 | 14,0 | 12,7     | 17,4     | 27,3     | 21,5     | 19,7 |
| T. min. media (°C) | 5,4  | 5,3  | 7,0  | 8,9  | 12,2 | 15,7 | 18,2 | 18,2 | 16,2 | 12,8 | 9,6  | 7,0  | 5,9      | 9,4      | 17,4     | 12,9     | 11,4 |

- Classificazione climatica: zona C, 1325 GG[30][31].

### Isole

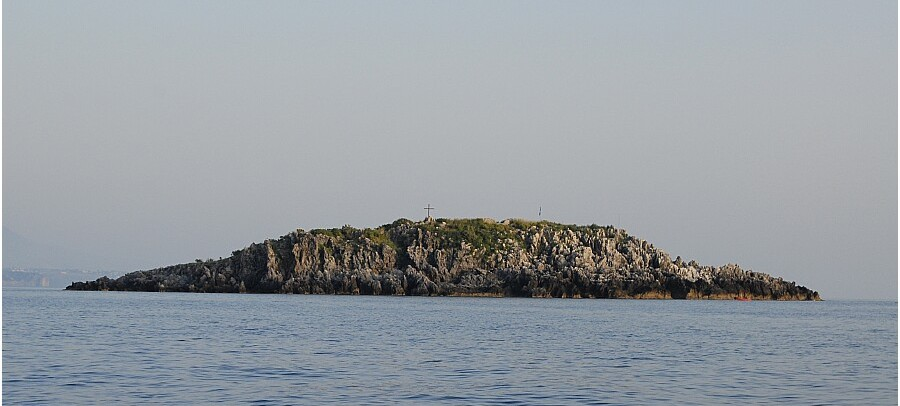
L'isola di Santo Janni

Lungo la costa di Maratea si affaccia la piccola isola di Santo Janni.
Poco più grande di uno scoglio, dista circa 500 m dalla costa. L’isolotto prende il nome da un'antica cappella dedicata a San Giovanni, da cui il nome corrotto dal dialetto, e ospita, in particolare nei suoi fondali, un'area archeologica sottomarina tra le più importanti del Mediterraneo.
Sull’isola si segnala anche un endemismo zoologico: il cosiddetto Drago di Santo Janni, una lucertola bruno-azzurra, che vive confinata sugli anfratti rocciosi dell'isolotto, sottoposta a specifiche tutele.

## Origini del nome

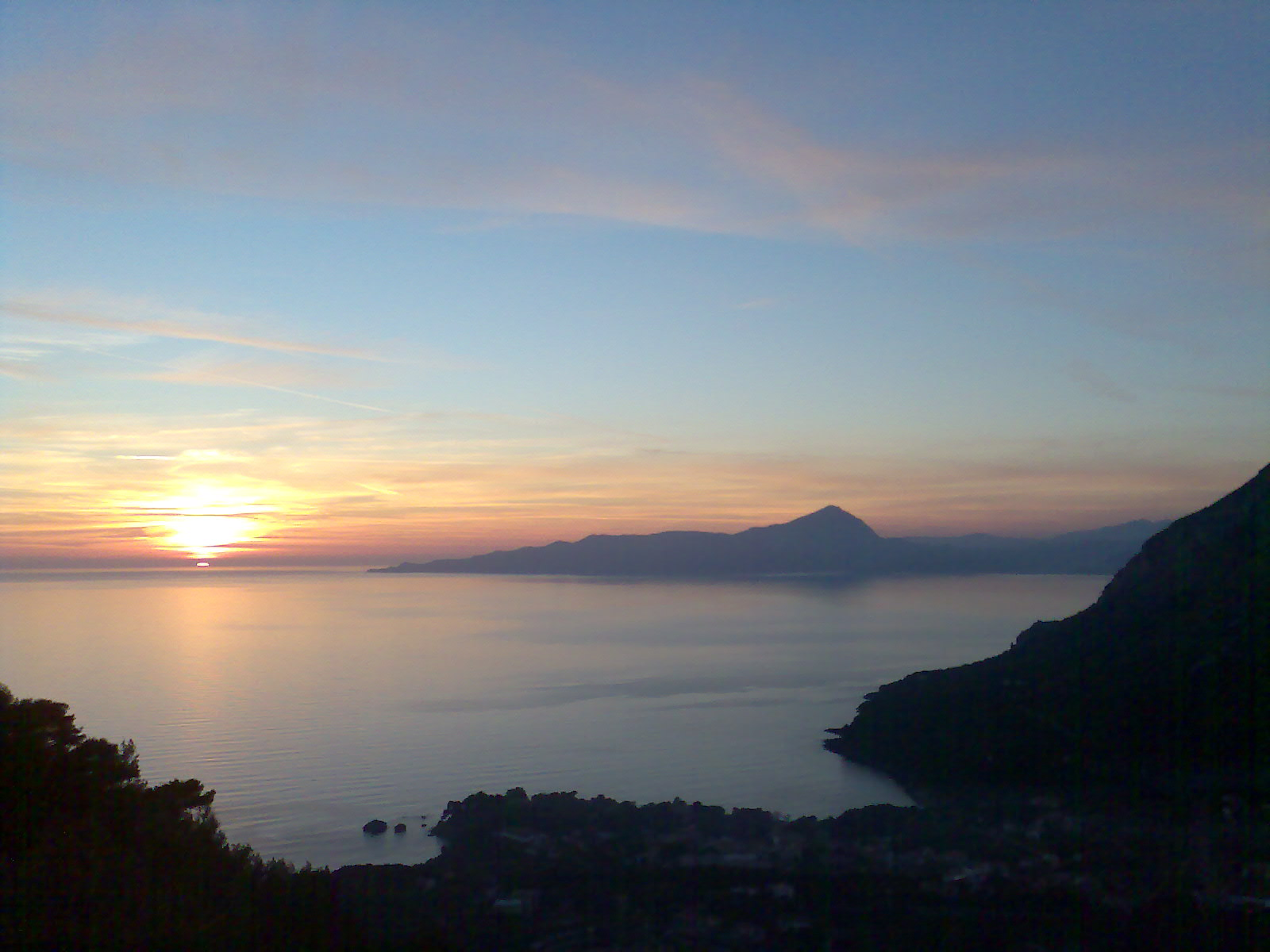
Tramonto invernale sul golfo di Policastro visto da Maratea

Diverse sono le interpretazioni date al significato del toponimo Marathìa, antico nome ancora conservato nel dialetto. È opinione comune che il nome sia di derivazione greca ed è quasi universalmente accettata la tesi di Giacomo Racioppi, che vuole il nome derivante dalla parola marathus (màrathos, μάραθος, «finocchio selvatico») e col significato di «terra dove cresce il finocchio selvatico».
Altra tesi, attestata già nel XVIII secolo e tuttora piuttosto diffusa, è quella che il nome sia invece il composto del latino màris e del greco théa, cioè «dea del mare» o «spettacolo del mare» a seconda del significato attribuibile alla seconda parola.

## Storia

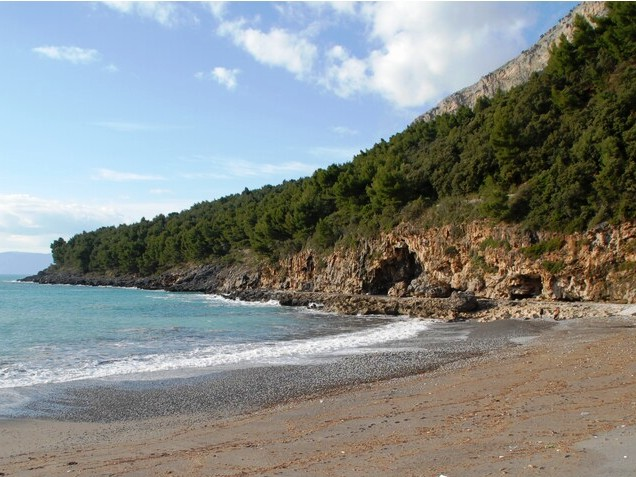
Le grotte nei pressi della spiaggia di Fiumicello

Il territorio di Maratea è abitato almeno sin dal Paleolitico medio, epoca a cui risalgono le prime testimonianze archeologiche. Un primo insediamento stabile nacque sul promontorio di Capo la Timpa, a ridosso del moderno Porto, dove è stato ritrovato un villaggio dell'età del bronzo.
Contemporaneamente alla colonizzazione magnogreca, gruppi indigeni di cultura enotria continuarono ad abitare almeno la costa e da qui intrattennero rapporti di scambio e commercio con i navigatori del Mediterraneo. Il modello insediativo cambiò con la conquista romana, nel III secolo a.C., quando ai villaggi indigeni si sostituirono le villae patrizie. I commerci perdurarono: le villae producevano prodotti agricoli e ittici e li smistavano attraverso l’approdo naturale costituito dall’isola di Santo Janni, sui cui fondali esiste il più grande sito archeologico subacqueo di epoca romana del Mediterraneo.
Nel Medioevo, le esigenze difensive e la nuova centralità di agricoltura e pastorizia spinsero le popolazioni a fissare dimora sulla cima dei monti. Sulla cima del monte San Biagio nacque il centro di Marathia, attestato per la prima volta nella storia scritta nel 1079. All’epoca probabilmente il paese era già passato dal dominio bizantino a quello normanno, e nel 1131 confluì nel Regno di Sicilia e Puglia.
Subentrati gli Angioini agli Svevi, durante la guerra del Vespro Maratea resistette a numerosi attacchi da parte degli almugaveri aragonesi. Alla fine del conflitto il paese rientrò nel Regno di Napoli.
La cittadina fortificata sul monte (poi chiamata popolarmente Castello) non era però in grado di soddisfare i ritrovati stimoli commerciali offerti dal mare in epoca moderna. Un secondo centro sorse su un versante della stessa montagna: è l’attuale centro storico, detto anche Borgo. Qui si concentrò gradualmente la vita economica e culturale della comunità e qui si raccoglievano e smistavano le merci provenienti o diretti da Napoli e dall’entroterra lucano, garantendo a Maratea una florida economia.
Alla conquista napoleonica del Regno di Napoli, Maratea subì un drammatico assedio al suo Castello, difeso eroicamente da Alessandro Mandarini, colonnello borbonico marateota egli stesso. Dopo sei giorni di resistenza, Mandarini ottenne l'armistizio e la vita salva per tutti gli insorti.

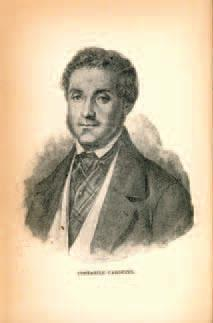
Costabile Carducci

Dopo la Restaurazione e la nascita del Regno delle Due Sicilie, la scena della vita culturale e politica della comunità di Maratea fu calcata da numerosi patrioti, martiri del Risorgimento, tra cui si segnala Costabile Carducci, deputato di Capaccio ucciso da sicari borbonici sulla spiaggia di Acquafredda nel 1848.
Nel 1860 Maratea venne coinvolta nei moti della Basilicata per l’Unità e nel 1861 con essa entrò a far parte del Regno d'Italia. Anche nel nuovo scenario unitario Maratea vantò uomini di profilo nazionale, quale fu, nel panorama ecclesiastico, il cardinale Casimiro Gennari.
Maratea entrò nel XX secolo con debole modernizzazione: nel 1894 era arrivata la ferrovia, nel 1921 l'energia elettrica. Maratea divenne però una stazione balneare già prima delle guerre mondiali, e, a partire dal Dopoguerra, entrò nel panorama nazionale quale meta turistica ambita e rinomata.
Il 10 agosto 2015 il comune di Maratea ha formalizzato la propria candidatura per entrare a far parte della lista dei patrimoni dell’Umanità UNESCO.

### Simboli
Lo stemma civico di Maratea fu adottato nel XVI secolo, in sostituzione di uno più antico, che raffigurava una sirena sdraiata nuda sugli scogli.
Lo stemma attuale, riconosciuto con decreto del capo del governo del 22 ottobre 1936 e successivamente concesso con decreto del presidente della Repubblica del 27 febbraio 2009, si blasona:
(D.P.R. del 27 febbraio 2009)

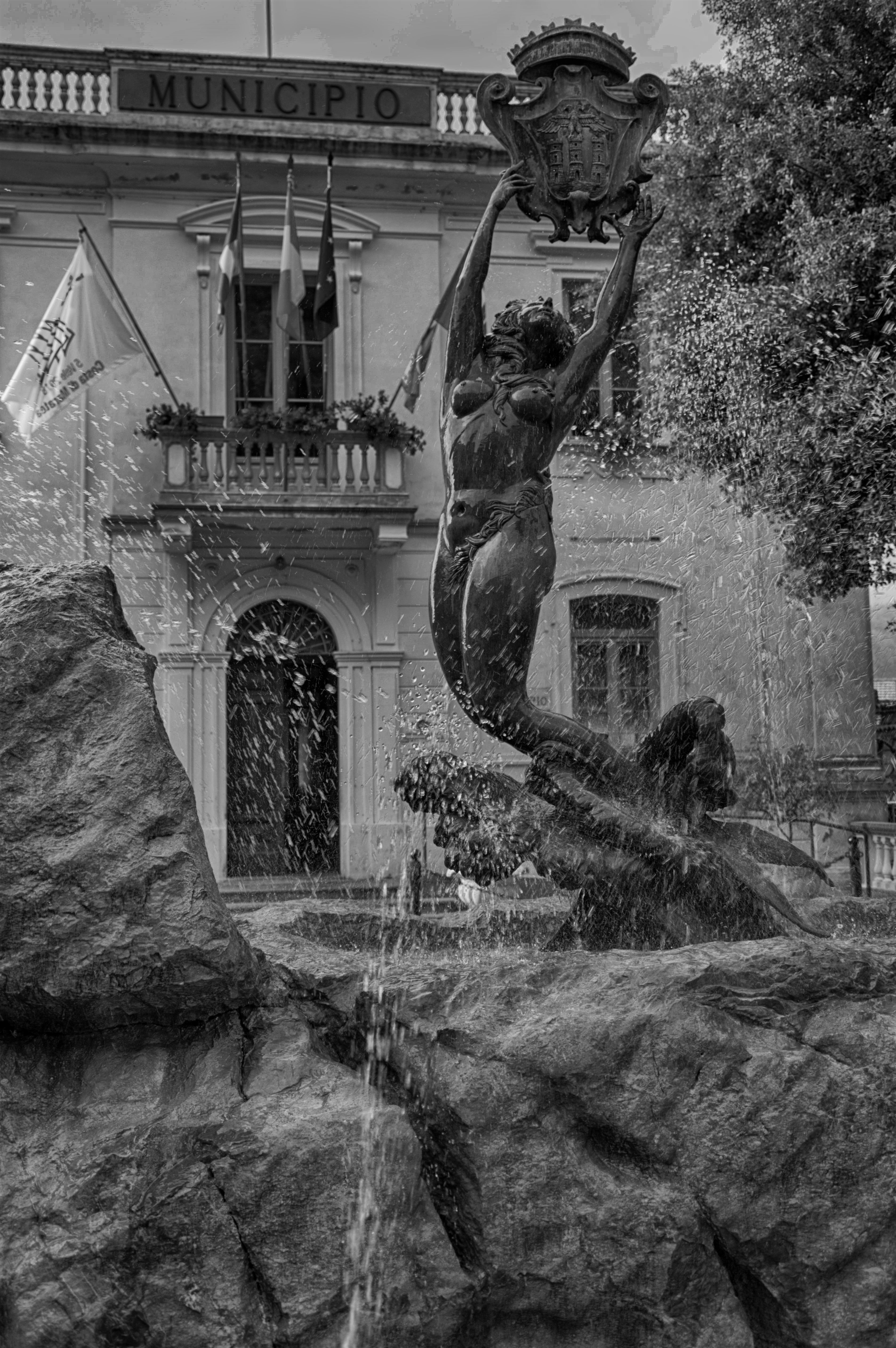
La Sirena di Alessandro Romano

Il nuovo e l'antico stemma comunale sono stati sintetizzati nell'artistica fontana de La Sirena, opera in bronzo dello scultore Alessandro Romano, che troneggia al centro di piazza Vitolo.
Blasonatura del gonfalone:
Lo stemma è completato dal motto «Regia Civitas, Marisque Dea», che ricorda lo stato storico di Città Regia goduto da Maratea sin dal XV secolo e ricorda l'antico stemma della sirena (che si può considerare una dea del mare). Lo stato di "città regia" è ribadito anche dalla corona, e il legame della città con il mare dal fatto che le torri poggiano proprio sulle onde.
Diverse sono invece le interpretazioni sull'identità delle torri. Tutte poste nel Borgo, secondo alcune fonti sarebbero state costruite nel 1573 per difendere l'abitato che era privo di mura difensive, ma questa tesi non mette d'accordo tutti gli storici.
Quella centrale è molto probabilmente la torre inglobata nel corpo della chiesa di Santa Maria Maggiore, quella di destra viene identificata con la torre del Palazzo Eredi Picone, mentre quella di sinistra è stata identificata con la Torre d'Alitto, posta nel rione Galata, ai piedi dell'abitato.

### Onorificenze
Il comune di Maratea si fregia del titolo di città ottenuto con D.P.R. n. 6529 del 10 dicembre 1990, titolo che la cittadina già vantava dal 1531 per decreto di Carlo V d'Asburgo.

## Monumenti e luoghi d'interesse

### Architetture religiose

#### Statua del Redentore

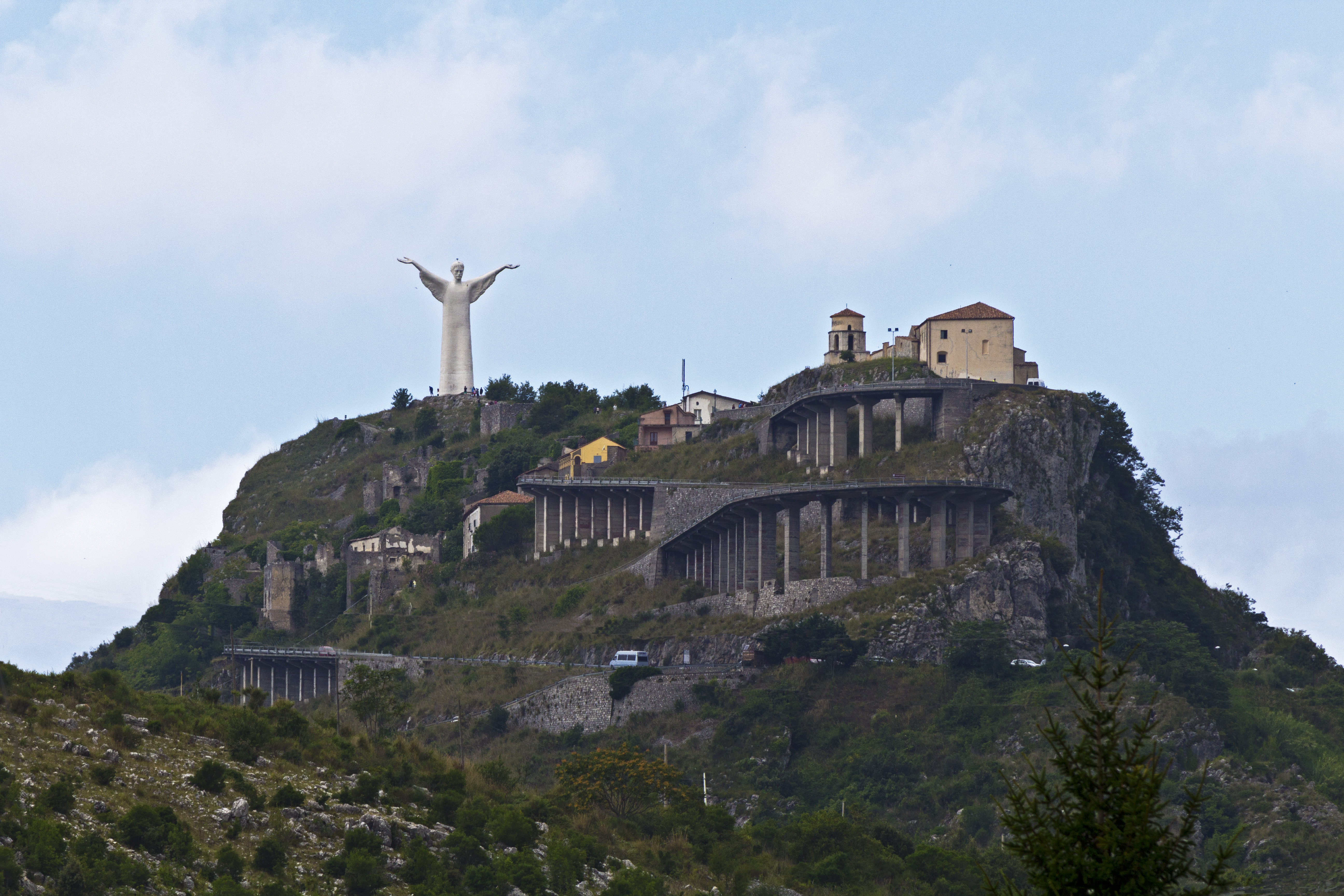
La statua sulla cima del monte San Biagio.

Si trova sulla vetta del monte San Biagio, sovrastante il centro storico di Maratea. È stata completata nel 1965, con un impasto di cemento misto a Breccia medicea, da Bruno Innocenti, scultore fiorentino, su idea di Stefano Rivetti.
Con i suoi 22 metri di altezza circa, è tra le statue più alte d'Italia e la sessantaseiesima più alta del mondo, nonché il più famoso monumento di Maratea. Raffigura il Cristo Redentore, dopo la Resurrezione, in un'iconografia molto distante da quella tradizionale. In più, un particolare effetto ottico fa sì che osservandola da lontano pare guardare il mare, invece ha lo sguardo rivolto verso i monti della Lucania.

#### Chiese

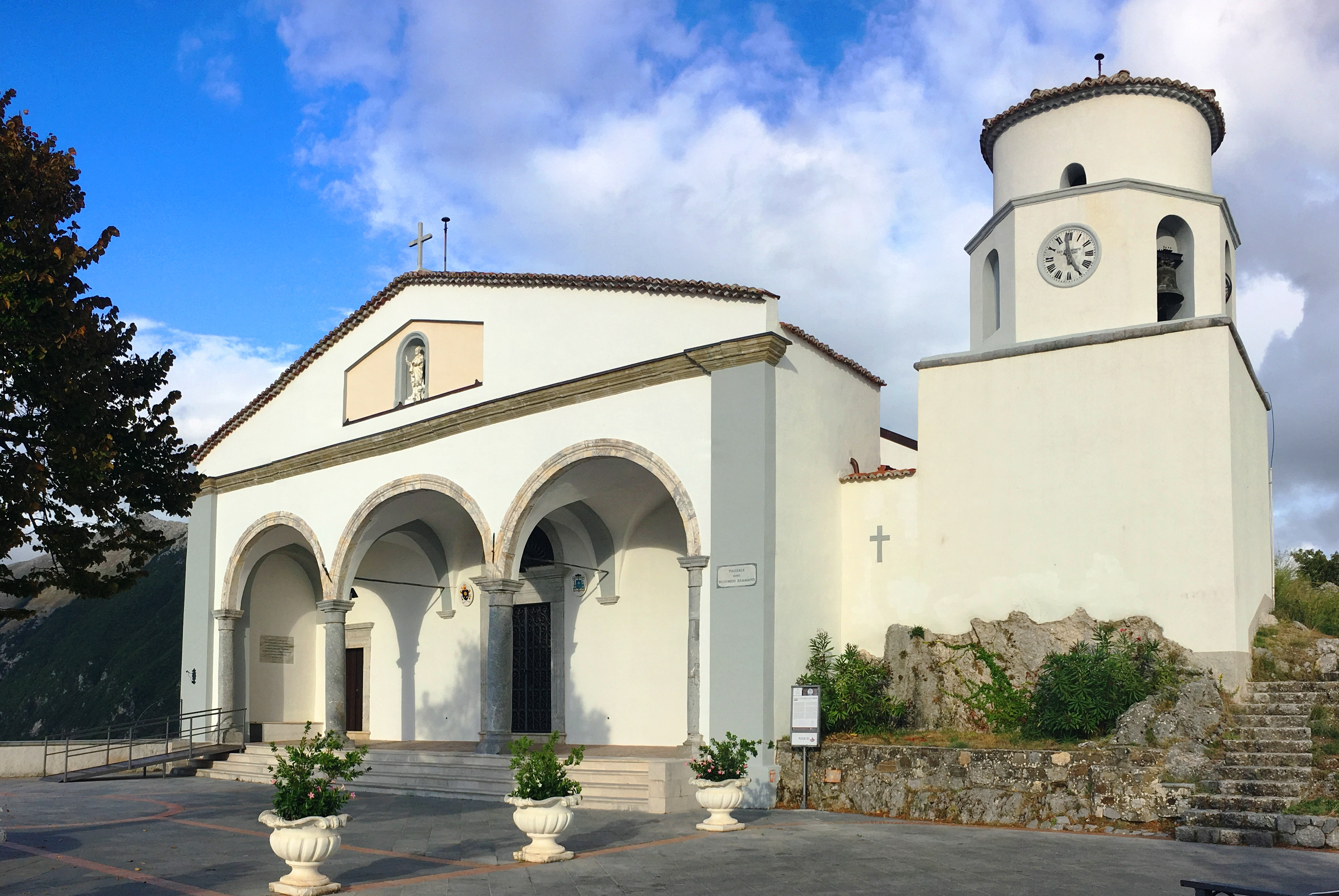
Basilica Pontificia di San Biagio

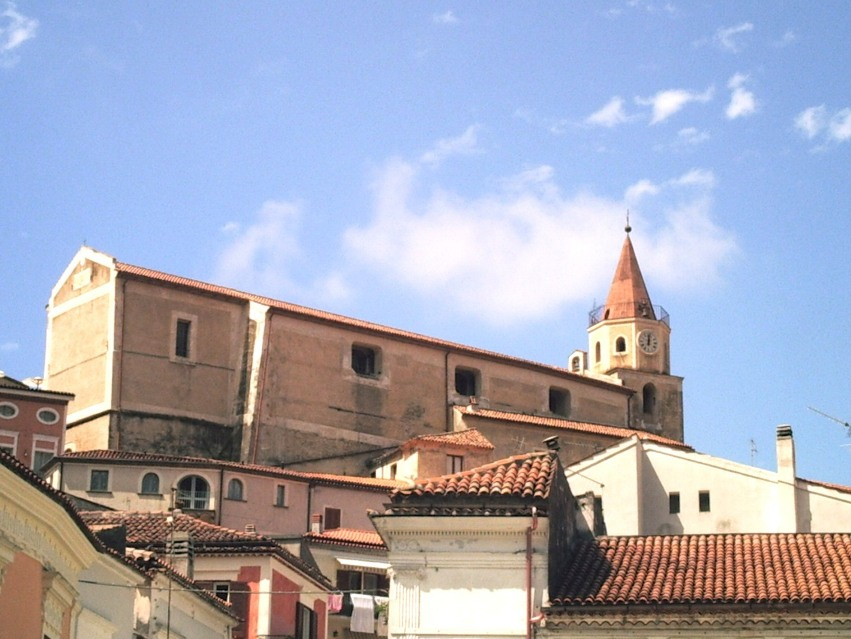
Chiesa Madre di Santa Maria Maggiore

Per le sue innumerevoli chiese, cappelle e monasteri, Maratea è detta la città delle 44 chiese.
Tra le più rilevanti:
- Basilica Pontificia di San Biagio, santuario del santo patrono della città, si trova sulla cima del monte omonimo;
- Chiesa Madre di Santa Maria Maggiore, chiesa parrocchiale del centro storico;
- Chiesa di San Vito, antica chiesetta medievale;
- Chiesa dell'Annunziata, fabbrica cinquecentesca rifatta nel 1748;
- Chiesa dell'Addolorata, del 1693, nel centro storico;
- Chiesa dell'Immacolata, rifacimento ottocentesco di una cappella settecentesca costruita su una più antica chiesa dedicata a San Pietro, nel centro storico;
- Chiesa del Rosario, del 1575, decorata riccamente in età barocca;
- Chiesa di Sant'Antonio, del 1615, detta popolarmente chiesa dei Cappuccini;
- Chiesa di San Francesco di Paola, del 1616, ai piedi del centro storico;
- Chiesa della Madonna degli Ulivi, piccolo eremo di età medievale;
- Chiesa di Maria Santissima Immacolata, ottocentesca parrocchiale della frazione Acquafredda;
- Chiesa della Madonna Addolorata, nella frazione Cersuta;
- Chiesa della Madonna del Carmine, del 1931, chiesa della frazione Massa.

#### Monumenti minori
Colonna di San Biagio

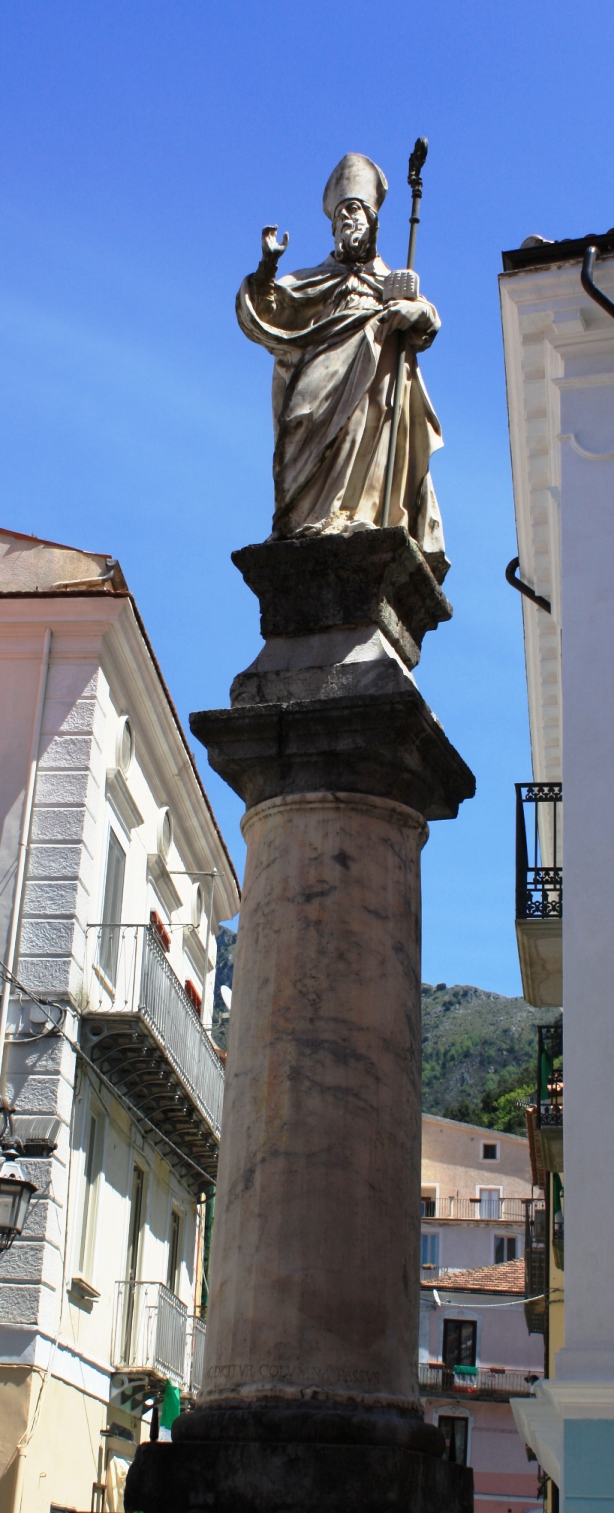
La colonna di San Biagio, eretta nel 1758 dalla popolazione di Maratea

La colonna votiva a San Biagio, posta in fronte alla chiesa dell'Annunziata nella piazza di Maratea, fu eretta per volere di popolo il 13 luglio 1758. Essa si compone di tre corpi: una base squadrata, un'antica colonna di marmo (che tradizione vuole essere stata ripescata al largo della costa presso Marina) e la statua del santo a figura intera.
Sulla base si trova l'iscrizione:
D.O.M. / DIVO BLASIO MARTYRI INVICTO / MARATHENSIUM CIVITATIS / PATRONO ATQUE OPITULATORI / PRO MERITIS IN SE OMNI INDULGENTHIA / EXMIAQUE LARGITATE COLLATIS / ORDO POPULUSQUE
Obelisco dell'Addolorata

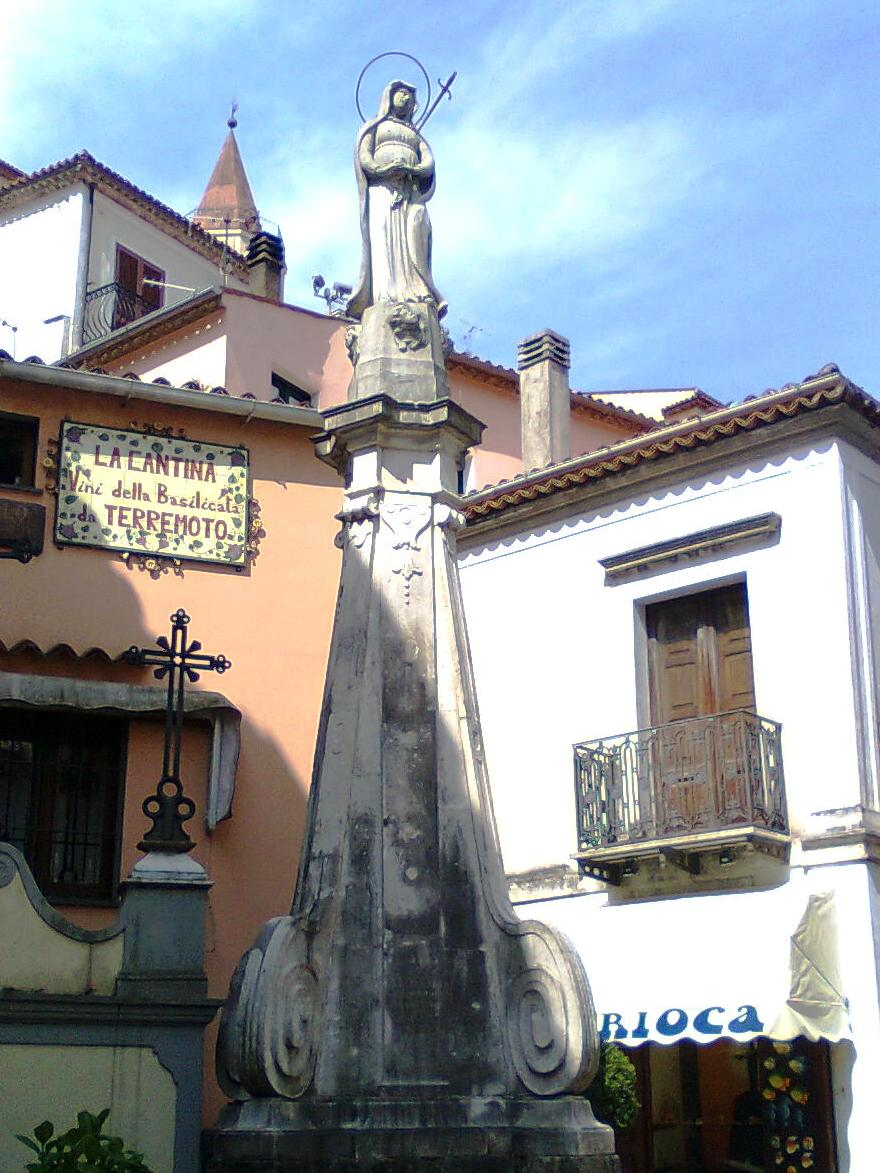
L'obelisco dell'Addolorata

Il piccolo e semplice monumento, eretto nel 1788 dal cittadino Gerardo Laurelli a memoria della scomparsa di uno dei suoi figli, si trova di fronte alla chiesa dell'Addolorata. È composto da una guglia su cui trova posto una piccola statua della Madonna Addolorata, raffigurata nella classica iconografia.
Sulla base si trovano incise le parole:
VIATOR / SI QUICQUAM HUMANITUS IN TE EST / SISTE PAULULUM DONEC / DOLOREM MEUM LUGEAM / NULLUS DOLOR AMARIOR / NAM
NULLA PROLES CARIOR / EGO SOLA MAESTAS CELEBRAVI VIGILIAS
Croce commemorativa
Il semplice monumento, in pietra e cemento, fu costruito nel 1941 per iniziativa del podestà Biagio Vitolo sulla cima del monte San Biagio. Nel 1963 la croce fu smontata per far posto al cantiere del monumento al Redentore e ricostruita, insieme all'annesso belvedere, su un'altura nella valle di Maratea, nei pressi del cimitero centrale.

### Architetture civili

#### Palazzi e residenze nobiliari

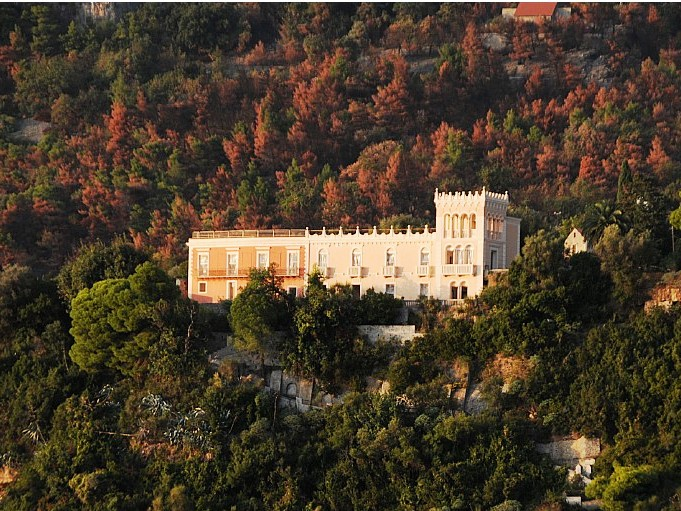
Villa Nitti ad Acquafredda

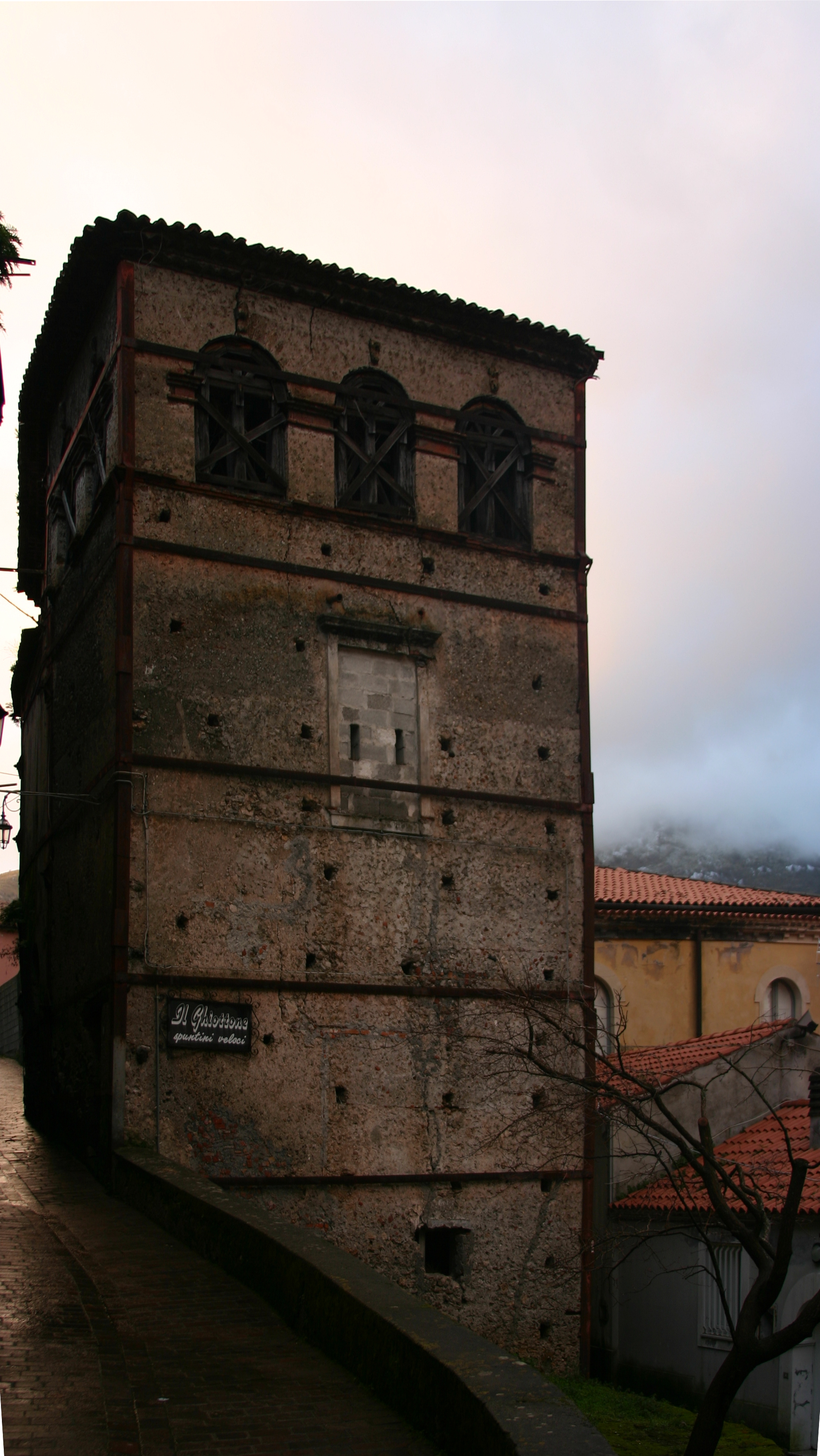
La torre accorpata a Palazzo Eredi Picòne

Villa Nitti
È una struttura di grande valore storico e architettonico. Fu residenza di Francesco Saverio Nitti, meridionalista e presidente del consiglio dei ministri durante il Regno d'Italia, progettata come rivisitazione neogotica-decò di una tipica casa rurale da Vincenzo Rinaldo, architetto veneziano. È situata in posizione panoramica, presso il litorale della frazione Acquafredda.

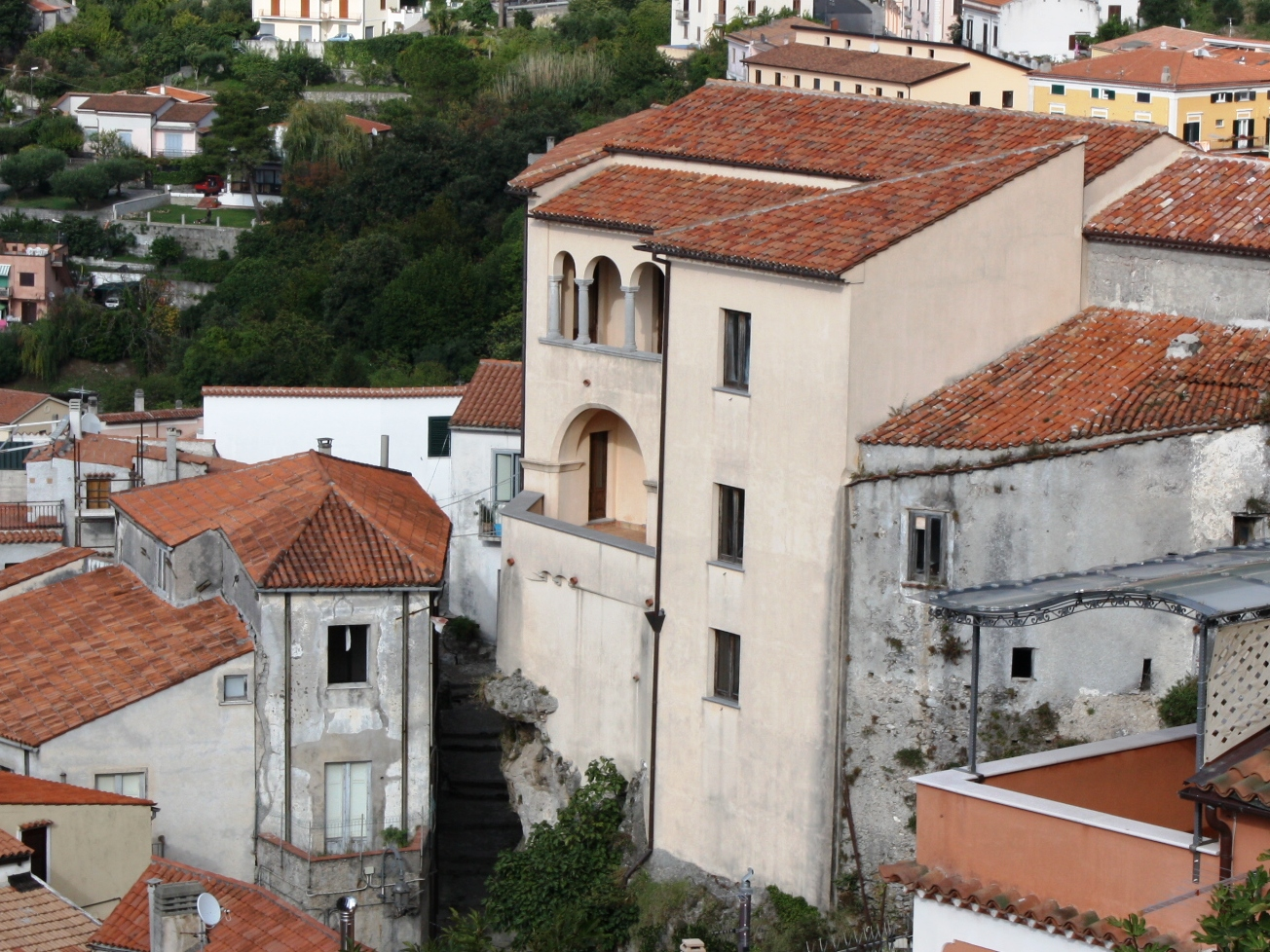
Palazzo De Lieto. Si distingue la terrazza arcata

Palazzo De Lieto
Donato alla comunità nel 1734 da Giovanni De Lieto, divenne il primo vero e proprio ospedale di Maratea. Mantenne questa funzione fino all'inizio del XX secolo, quando il nosocomio cittadino fu trasferito nell'ex convento di San Francesco di Paola. Posto sotto la tutela del Ministero dei beni culturali nel 1979, è stato restaurato e ospita mostre perenni ed eventi museali. La struttura presenta una terrazza con tre arcate.
Palazzo Calderano
Si trova nel rione più antico del Borgo di Maratea, detto Capo Casale. Il palazzo del XVIII secolo, posto sotto la tutela del Ministero dei beni culturali nel 1990, presenta una bella loggia con colonne e un grande portale in pietra quarzitica. Sulla doppia facciata, traforata, si innesta un sistema di scale e ponti volanti.
Palazzo Eredi Picone
Sul ciglio del rione Pietra del Pesce, il palazzo si distingue per la caratteristica loggia a forma di torre, tradizionalmente identificata come una di quelle presenti nello stemma comunale. La struttura, di proprietà privata, è stata posta sotto la tutela del Ministero dei beni culturali nel 1981, ma non ancora restaurata.
Palazzo Marini-D'Armenia
Sito nel rione Casaletto, ha un portale su cui si trova un bassorilievo raffigurante un angelo. Sottoposto alla tutela del Ministero dei beni culturali nel 1991, ha un caratteristico angiporto che permette il passaggio sotto un piano.
Palazzo baronale Labanchi
Si trova in località Secca di Castrocucco. Fu costruito nel XVI secolo e, nel 1860, ospitò per una notte Giuseppe Garibaldi, di passaggio durante la spedizione dei Mille. L'edificio si distingue per la presenza di due massicce torri circolari, che rendono l'aspetto di una fortificazione. Il palazzo è sotto la tutela del Ministero dei beni culturali dal 1979.

### Architetture militari

#### Castello di Castrocucco

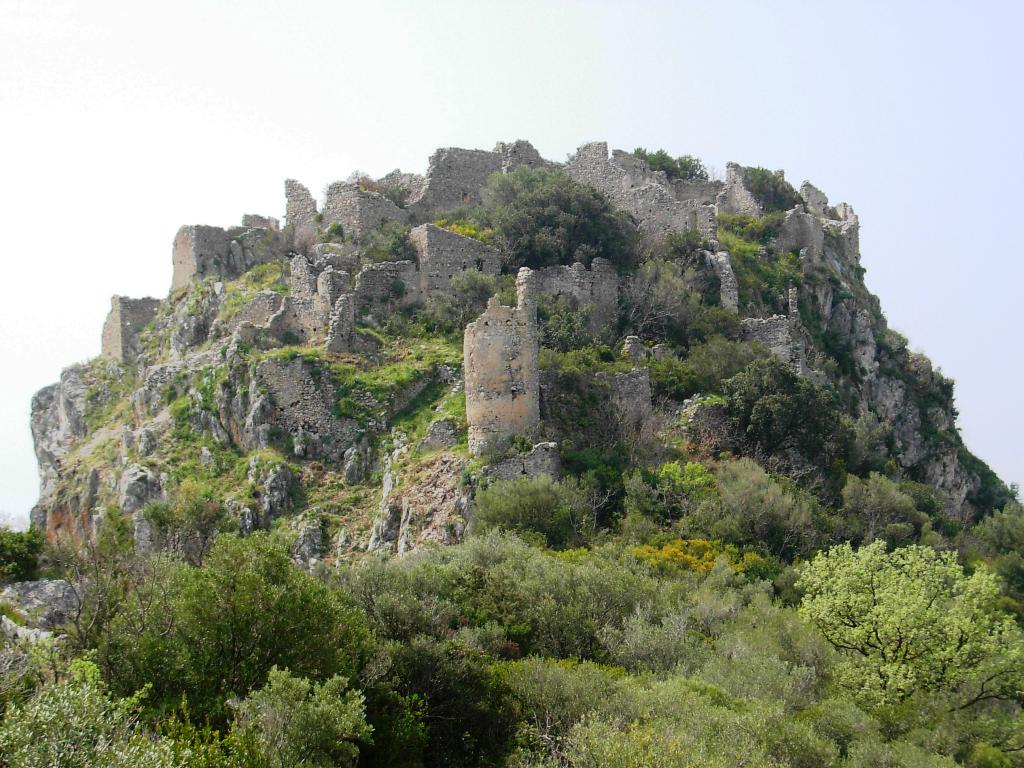
Il castello di Castrocucco

Sito nei pressi della frazione omonima, si trova su un grande costone di roccia sospeso sopra la SS 18. Nel 2005 è stato sottoposto a tutela dal Ministero dei beni culturali e proclamato monumento nazionale. Tutta l'area circostante è stata anche individuata quale Sito di Interesse Comunitario dall'Unione europea. Il castello fu abbandonato nel XVII secolo, e pertanto presenta un pessimo stato di conservazione. Sono comunque ancora distinguibili alcuni elementi, come la porta, i bastioni e alcuni tratti della mura.

#### Mura, torri e porte di MarateaCastello

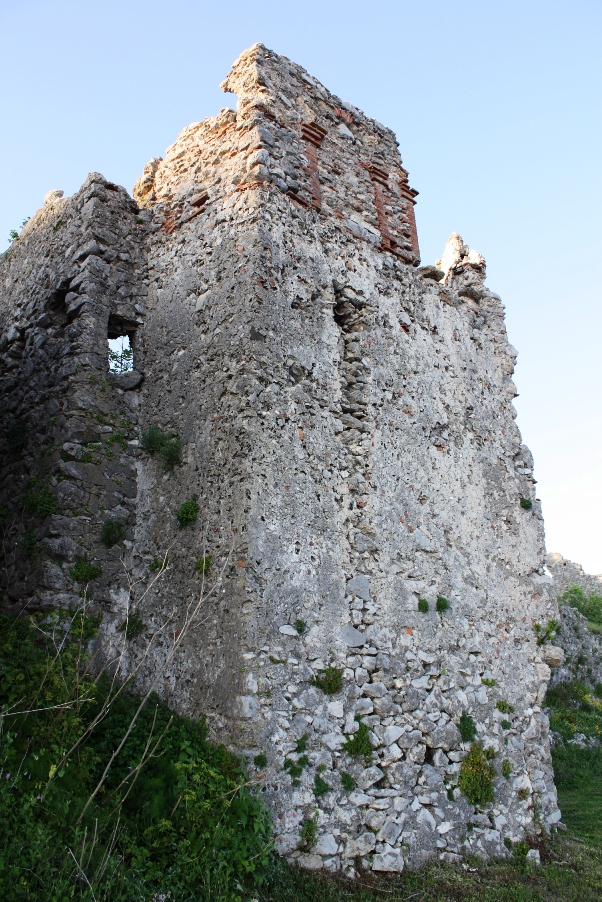
Rudere di una torre del Castello

L'antica Maratea, posta sulla cima del monte San Biagio, è soprannominata dai marateoti Castello perché era un tempo fortificata con mura, bastioni e torri.
Questi elementi non sono più ben distinguibili nell'ammasso di rovine che costituisce il sito, ma sono ancora presenti resti di alcune di queste strutture, di cui fu ordinata la distruzione dopo l'assedio napoleonico del 1806. Nulla rimane delle due porte d'accesso alla cittadina, mentre i tratti delle antiche mura sono ancora esistenti.
Di fronte alla basilica di S. Biagio, sono presenti due torri diroccate, originariamente poste a guardia di una delle due porte.
Un'altra struttura simile si può scorgere nella parte alta dell'antico nucleo urbano, mentre nei pressi dell'attuale asse viario si vede chiaramente il rudere di una torre quadrangolare con una grande feritoia sul lato esterno.

#### Torri costiere
Sulla costa di Maratea si notano, disposte come fari, sei torri costiere anti-corsare, risalenti alla fine del XVI secolo.
- Torre dei Crivi: si trova a nord di Acquafredda, su un costone di roccia sopra il 221,5 km della SS 18. È in stato di rudere, sebbene ben conservatasi nella sua forma esterna.

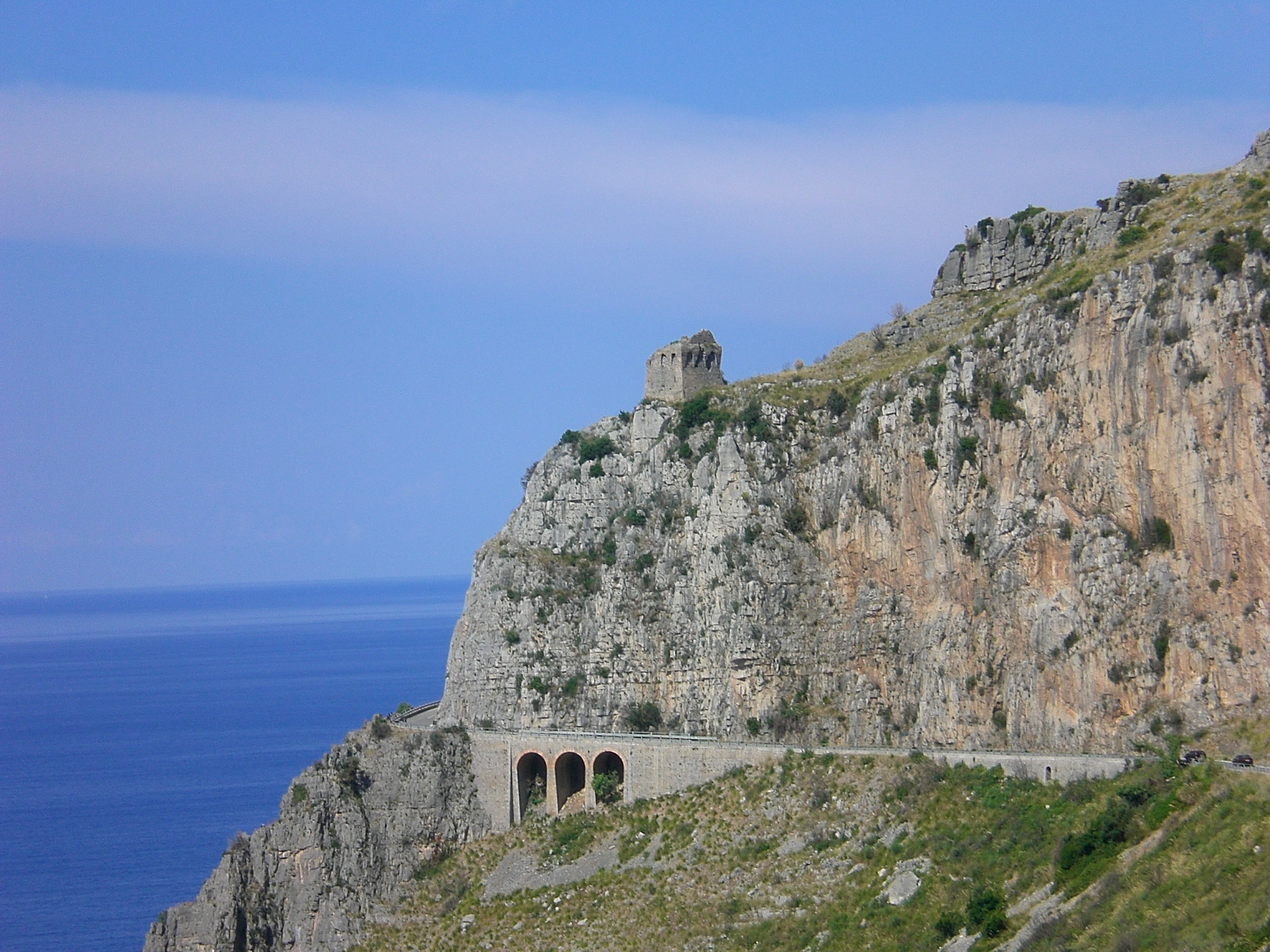
La torre dei Crivi, posta su una roccia sopra il mare, nei pressi di Acquafredda

- Torre di Acquafredda: si trova ad Acquafredda, sul promontorio della Rotondella, presso il 225,5 km della SS 18. È la torre peggio conservata.
- Torre Apprezzami l'Asino: si trova a nord della frazione Cersuta, su un costone di roccia sopra il 229 km della SS 18. Ha subito un intervento di restauro[57], e deve il suo nome a un episodio della tradizione popolare, che racconta di quando, nell'unica e strettissima strada che passa sotto la torre, due contadini si incrociarono con i loro asini nel punto dove non c'era lo spazio materiale per far passare tutti e due gli animali. Non restò altro che apprezzare quale animale avesse minor valore e, per fare strada libera all'altro, precipitarlo in mare[58].
- Torre Santavenere: giudicata da Giovan Battista Pacichelli la più bella torre del Regno di Napoli,[59] si trova nella frazione Fiumicello-Santavenere. È stata riadattata come abitazione nel XX secolo, ma questo intervento ne ha modificato radicalmente la struttura.
- Torre di Filocaio: era la torre a guardia del porto. È stata restaurata nel XX secolo e adattata ad abitazione privata.
- Torre Caina: si trova in posizione pittoresca su un grande promontorio a picco sul mare, presso il 240 km della SS 18, a sud della frazione Marina.

### Altro
Grotta di Marina di Maratea

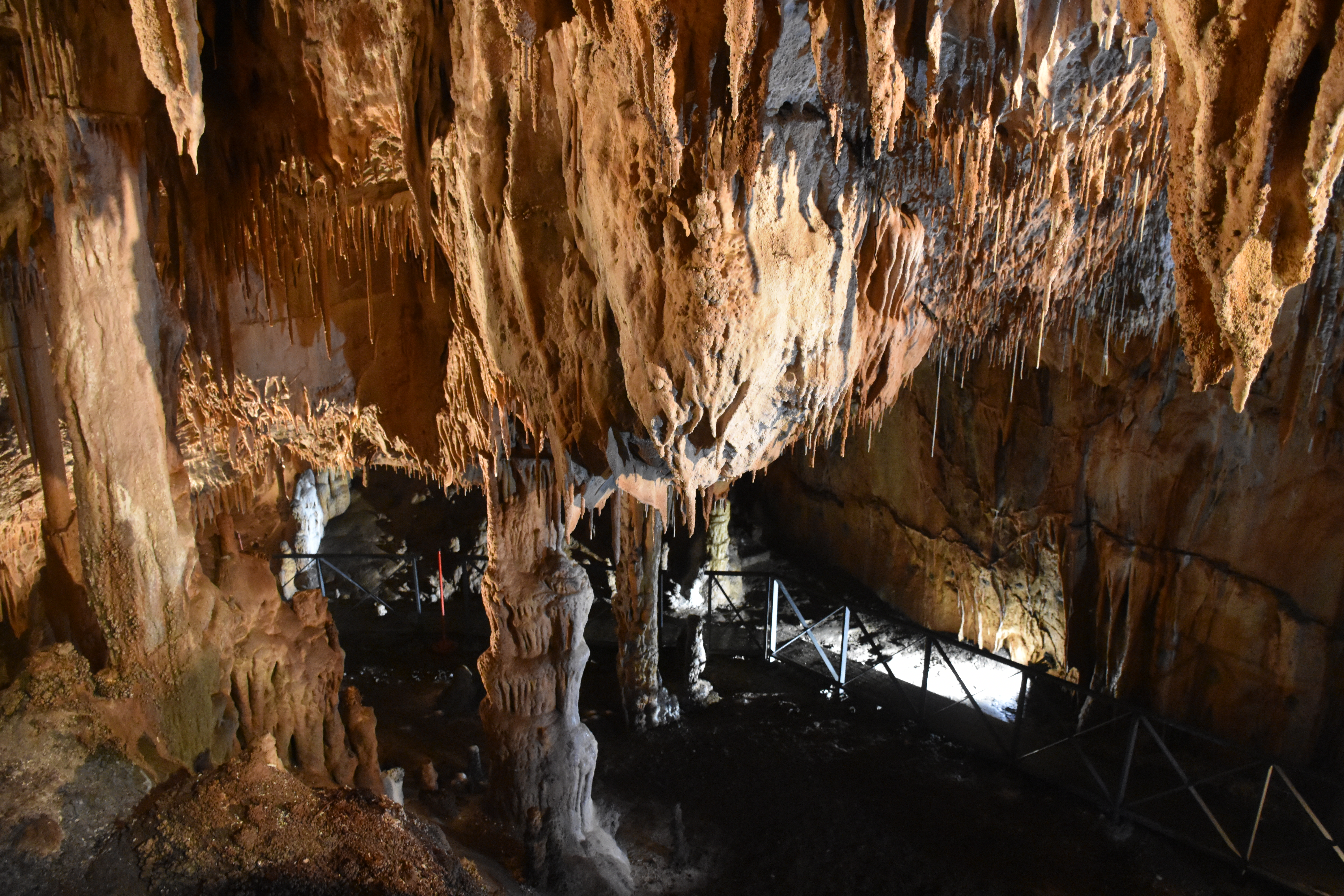
Interno della grotta

È una piccola grotta naturale, aperta al di sotto del fondo stradale della SS 18 nei pressi della frazione Marina. Ha stalattiti e stalagmiti.
Villa comunale Casimiro Gennari
È la villa comunale intitolata al cardinale Casimiro Gennari. Fu voluta dal sindaco Biagio Vitolo e realizzata grazie a una donazione territoriale dello stesso cardinale. Fu inaugurata il 16 agosto 1953 con una grande partecipazione popolare. La villa, più volte restaurata e ri-valorizzata, ospita un busto marmoreo del cardinale e uno di Alessandro Mandarini, nonché una scultura che rappresenta lo stemma comunale corredata di laghetto artificiale. Dalla villa si apre un belvedere verso la valle e il centro storico.

### Siti archeologici
Maratea ospita numerosi siti di interesse archeologico.
Il promontorio detto Capo la Timpa è stato a lungo oggetto di ricerche archeologiche, che hanno riportato alla luce un insediamento indigeno in capanne che visse, a più riprese, dal XV secolo a.C. fino al III secolo a.C.. I rinvenimenti del periodo romano si concentrano principalmente intorno all'isola di Santo Janni, dove è stato scoperto il più grande giacimento del Mediterraneo di ancore e anfore di questo periodo. Altro sito dello stesso periodo storico è quello presso la Secca di Castrocucco, dove è stata rinvenuta una villa marittima romana. Per la storia medioevale i protagonisti sono il sito del Castello e il Castello di Castrocucco, entrambi siti non ancora oggetto di ricerche sistematiche. Degne di attenzione sono anche le sei torri costiere presenti sul territorio, di cui tre restaurate.

## Società

### Evoluzione demografica
Abitanti censiti

### Etnie e minoranze straniere
Sebbene la presenza straniera sia ridotta rispetto alla media nazionale, i residenti di nazionalità non italiana sono 114, pari al 2,18% della popolazione marateota. L'unica comunità nazionale numericamente significativa è quella rumena con 68 residenti.

### Dialetto
Il dialetto marateota, pur appartenente alla famiglia dei dialetti lucani, si discosta sensibilmente da quelli dei paesi circostanti per fonetica che per grammatica.
I vocaboli derivano principalmente dal greco antico e dal latino, da cui il dialetto prende in blocco le desinenze nella coniugazione dei verbi. Inoltre non mancano etimologie spagnole, osche e addirittura arabe.

### Tradizioni e folclore

#### Festa della traslazione delle reliquie di San Biagio

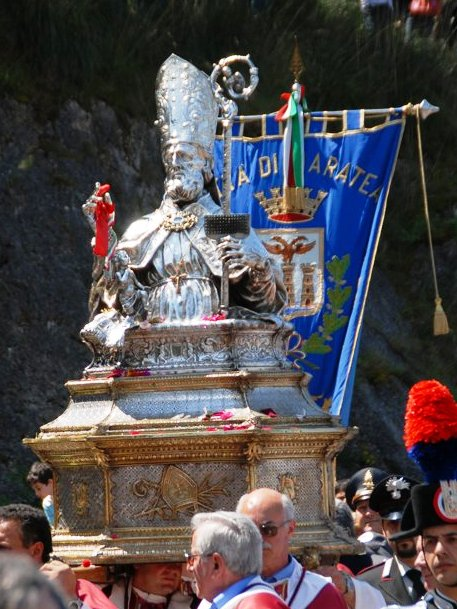
La statua argentea di San Biagio

Le manifestazioni più note e diffuse del folklore di Maratea sono legate alle feste religiose. Su tutte spicca la festa dell'anniversario della traslazione delle reliquie di San Biagio, che dura un'intera settimana, dal primo sabato di maggio fino alla seconda domenica del mese.
Questa festa, che si affianca quella religiosa del 3 febbraio, ha origini remote, e vuole celebrare l'arrivo delle reliquie del santo a Maratea, avvenuta, secondo alcuni, nel mese di maggio del 732. Nel 1695 venne istituito, con il consenso del vescovo di Cassano, il protocollo della manifestazione.

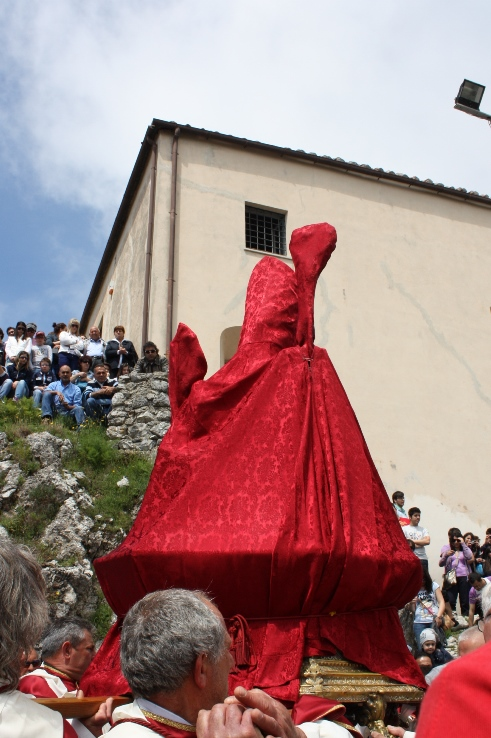
La statua del santo coperta dal panno rosso

Il primo sabato del mese si tiene la prima processione della statua argentea del santo, detta San Biagio va per la terra, che si svolge per le strade del Castello. Dopo alcuni giorni di preghiera, il secondo giovedì del mese si svolge la seconda processione, detta San Biagio scende dal Castello, in cui la statua viene trasportata, attraverso un antico sentiero, dal Castello al Borgo. Questa è una processione davvero particolare, in quanto il simulacro del santo viene coperto da un panno rosso fino all'arrivo alla località detta Capo Casale: ciò avviene poiché l'atto del passaggio della statua tra le due parrocchie di Maratea è qualcosa di strettamente privato, come stabilito nel 1781 dopo una lite tra i due parroci, infatti il sacerdote che porta la statua non indossa né cotta né stola. A Capo Casale la statua viene spogliata e consegnata alla responsabilità del sindaco, che qui consegna al santo le chiavi della città, rendendolo simbolicamente la massima autorità di Maratea. Subito dopo la statua viene trasportata nella chiesa di Santa Maria Maggiore.
Il secondo sabato di maggio si tiene la terza processione, in cui il busto argenteo di San Biagio attraversa in pompa magna le strade del Borgo.
Arrivati alla domenica che segue, si tiene l'ultima processione, detta San Biagio torna al Castello, in cui la statua, nuovamente coperta dal manto rosso, ripercorre all'indietro l'antico sentiero per ritornare alla Basilica al Castello, sua sede abituale. In seguito alla ricollocazione della statua nella Basilica, avviene saltuariamente il fenomeno della Manna, certificato già in una bolla papale del 1562.

### Istituzioni, enti e associazioni
Plesso ospedaliero "Giovanni De Lieto".

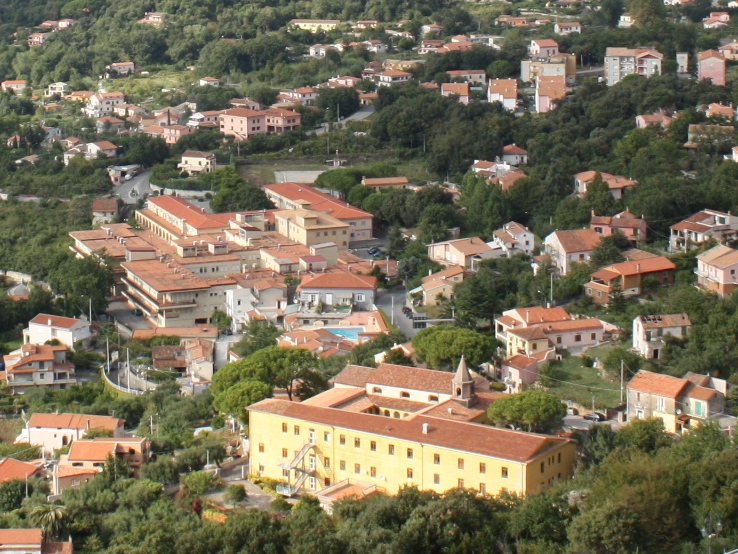
Il plesso ospedaliero e l'ex convento dei Paolotti

L'ospedale civile di Maratea fu fondato per volere di Giovanni Di Lieto, che il 12 aprile 1734 lasciò in testamento una rendita e un palazzo per dare il via alla primitiva struttura. Ripristinato dopo esser stato soppresso per motivi poco chiari durante il decennio francese, nel 1831 il re Ferdinando II delle Due Sicilie lo proclamò ospedale distrettuale per tutta l'area del Lagonegrese. Nei primi anni del Novecento fu spostato nell'ex convento dei Paolotti e li rimase fino agli anni settanta del secolo. 
 All'inizio del XXI secolo i reparti di ginecologia, pediatria e ortopedia vennero chiusi e incorporati al vicino ospedale di Lagonegro, in linea con il progetto di costituire lì l'ospedale unico di zona e trasformare l'ospedale di Maratea in un polo multispecialistico per la riabilitazione dai traumi motori da parte dell'INAIL. Tale progetto fu duramente contestato dalla popolazione e, in parte, dall'amministrazione comunale scaturita dalle elezioni del 2001. Negli ultimi tempi tale progetto è stato rivalutato ma è ancora in attesa di realizzazione. Nell'ospedale marateota sono funzionanti i reparti e i laboratori di chirurgia oculistica, fisioterapia, nefrologia ed endocrinologia, oltre ai servizi di pronto soccorso, radiologia, dialisi e farmacia. Più recente è l’istituzione della RSA (Residenza Sanitaria Assistenziale) che ospita molti pazienti, tra cui ragazzi con disturbi intellettivi, lungodegenti. 
 In seguito alla pandemia di COVID-19, per i mesi estivi del 2020 il plesso ospedaliero di Maratea è stato scelto per ospitare una struttura dedicata. 

Con l'approvazione del Piano Sanitario Regionale del 2023, è stata ufficializzata la scelta del plesso di Maratea come sede di uno dei cinque ospedali di comunità della Basilicata, progettati e finanziati con le risorse del PNRR.
Casa di riposo
Dal 1964 esiste anche una casa di riposo intitolata a "Maria Consolatrice".

### Qualità della vita
- 5 Vele: Legambiente ha attribuito a Maratea per gli anni 2011, 2012, 2013, 2014, 2015, 2016, 2017, 2018, 2019, 2020, 2021, 2022 e 2023 le "5 Vele" della sua Guida Blu[81][82][83]. Inoltre nella classifica di Legambiente "La più bella sei tu", dedicata alla spiaggia italiana più bella, nel 2015 Maratea si è classificata al secondo posto con la Spiaggia del Nastro di Cersuta[84], mentre nel 2016 ha ottenuto il primo posto con la spiaggia de 'I Vranne.[85]
- Bandiera Blu: a Maratea è stata assegnata numerose volte la Bandiera Blu Fee - in questo secolo è risultata vincitrice del riconoscimento nel 2001, 2002, 2003, 2004, 2007, 2008, 2009, 2010, 2011, 2012, 2013, 2014, 2015, 2016, 2017, 2018, 2019, 2020, 2021, 2022 e 2023[86] - che premia la qualità delle acque di balneazione, le spiagge e i servizi offerti.
- Bandiera verde: la quale premia le località balneari che dispongono di spiagge adatte ai bambini secondo le indagini redatte da pediatri, è stata vinta per gli anni 2012, 2013, 2014, 2015, 2016, 2017, 2018, 2019, 2020 e 2023[87][88][89][90].

## Cultura

### Istruzione

#### Scuole

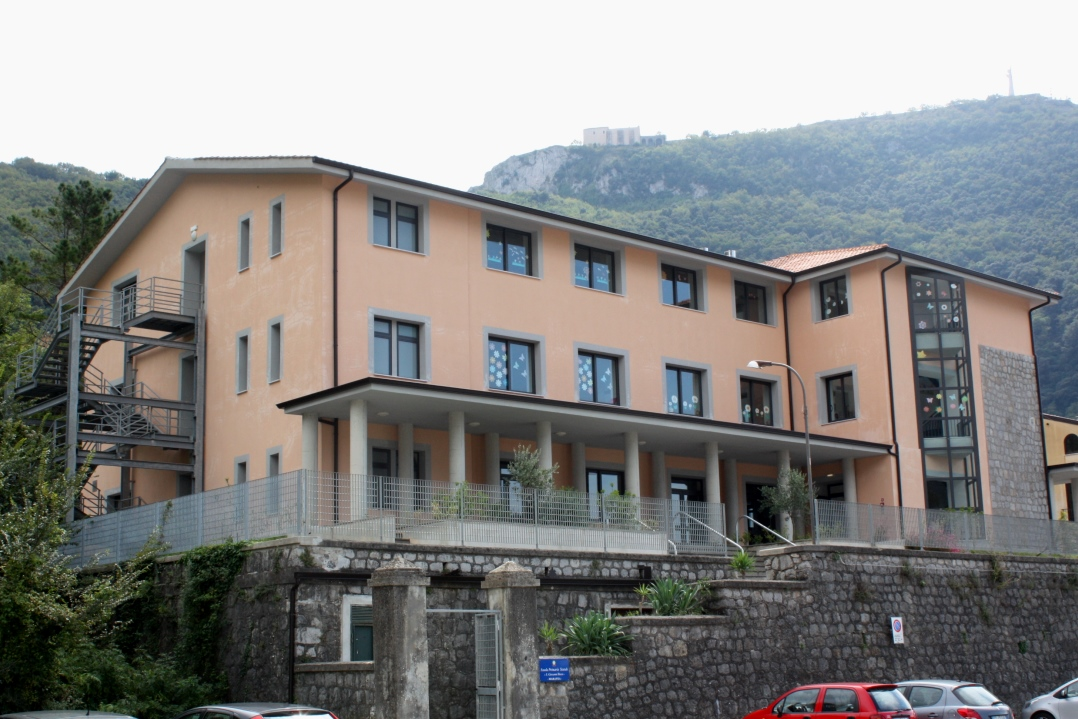
La scuola elementare statale

Maratea ha una lunghissima tradizione culturale, vantando sin dal XVI secolo la presenza di «maestri di grammatica».
La scuola elementare iniziò a funzionare con l’obbligo di frequenza dall’anno scolastico 1889/90.
Fino al 16 settembre 2010 esistevano diversi plessi scolastici per le elementari, poi riunite in un'unica scuola che per la prima volta raccoglie gli scolari di tutto il comune. Dall'anno scolastico 2015/16 l'istituto comprensivo "G. Gennari", che ospita le scuole primaria e secondaria di primo grado di Maratea, comprende anche le scuole di medesimo grado del vicino comune di Trecchina.
Unico altro plesso è quello del Sacro Cuore, scuola parificata dell'antico istituto di educazione De Pino, nato nel XVIII secolo.
La locale scuola media statale, invece, fu avviata nel 1952 ed è intitolata al cardinale Casimiro Gennari.
Per l'istruzione superiore figurano:
- un liceo scientifico, aperto nell'anno scolastico 1970-71[95];
- un istituto alberghiero, aperto nell'anno scolastico 1974-75[95];
- un liceo artistico, istituito nel 2002 e aperto nel 2004-05[95];
- un istituto tecnico nautico, istituito il 5 gennaio 2011[96] e aperto nell'anno 2012-2013[97].

Esiste, inoltre, una scuola di alti studi sullo sviluppo gestita dalla Fondazione Francesco Saverio Nitti - associazione compartecipata dalla Regione Basilicata, dal Comune di Maratea e da quello di Melfi - con sede nella villa dello statista lucano nella frazione Acquafredda. Questa scuola, aperta il 4 marzo 2012, offre per tre mesi a trenta allievi (giovani studenti laureati, preferibilmente in possesso di master o dottorato, paganti retta o borsisti) 360 ore di formazione su temi inerenti allo sviluppo del Mezzogiorno, e ha acquisito presto un certo prestigio grazie alla presenza, nel corpo docenti e comitato scientifico, di personalità come Giuseppe Galasso, Antonio Lerra e Fabrizio Barca.

#### Musei
Nel Palazzo De Lieto è presente una mostra archeologica subacquea dove si possono ammirare le ancore e le anfore di epoca romana ritrovate nei fondali di Maratea. Inoltre il palazzo viene utilizzato come sede di eventi espositivi.

#### Biblioteca comunale

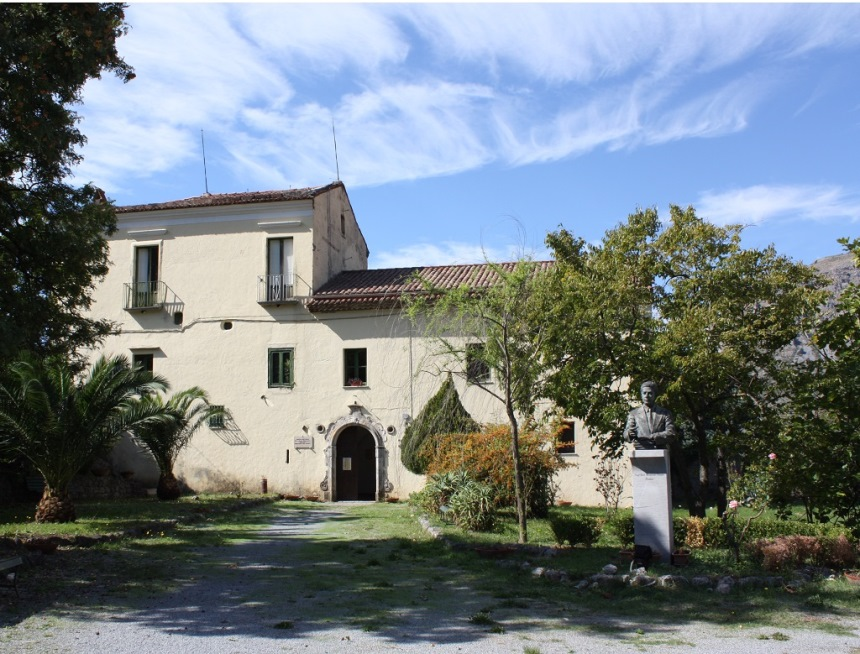
Sede della biblioteca di Maratea

La biblioteca comunale è sita nel cosiddetto Parco Tarantini. È stata aperta nel 1975. La biblioteca conserva molti volumi rari inerenti allo studio della storia di Maratea e ospita l'archivio storico del centro culturale locale. Nel dicembre 2011 è stata aggiunta anche una sezione per i bambini.

### Media

#### Televisione
Maratea è apparsa per la prima volta in televisione il 25 agosto 1958 in una trasmissione andata in onda sul Programma Nazionale. Dopo innumerevoli programmi dedicati alla natura e al turismo, è stata scelta per ospitare, il 31 dicembre 2017, la diretta del programma “L'anno che verrà” per il Capodanno di Rai 1.
Telefilm e telenovele ambientati o girati a Maratea:
- Muchacha italiana viene a casarse (2014-2015) telenovela messicana diretta da Pedro Damián[101].

#### Radio
Dal 26 luglio 2010 sono iniziate le trasmissioni di Maratea Web Radio, la prima web radio della Basilicata. Questa emittente ha la particolarità di trasmettere solo musica autoprodotta di giovani o aspiranti artisti.
In passato, a Maratea è nata e ha prosperato, con grande seguito negli anni ottanta, l'emittente Radio 91 Maratea, una delle prime radio libere lucane. Sorta nella seconda metà degli anni settanta, edita dalla SCM 91, Radio 91 aveva sede in via Casimiro Gennari 21 e trasmetteva su 94,4 MHz, 103 MHz, e 103,7 MHz. Ha cessato l'attività nel 2006, cedendo testata, concessione e impianti a una società potentina che però non ha proseguito nell'originario progetto editoriale.

### Cinema
Film ambientati o girati a Maratea:

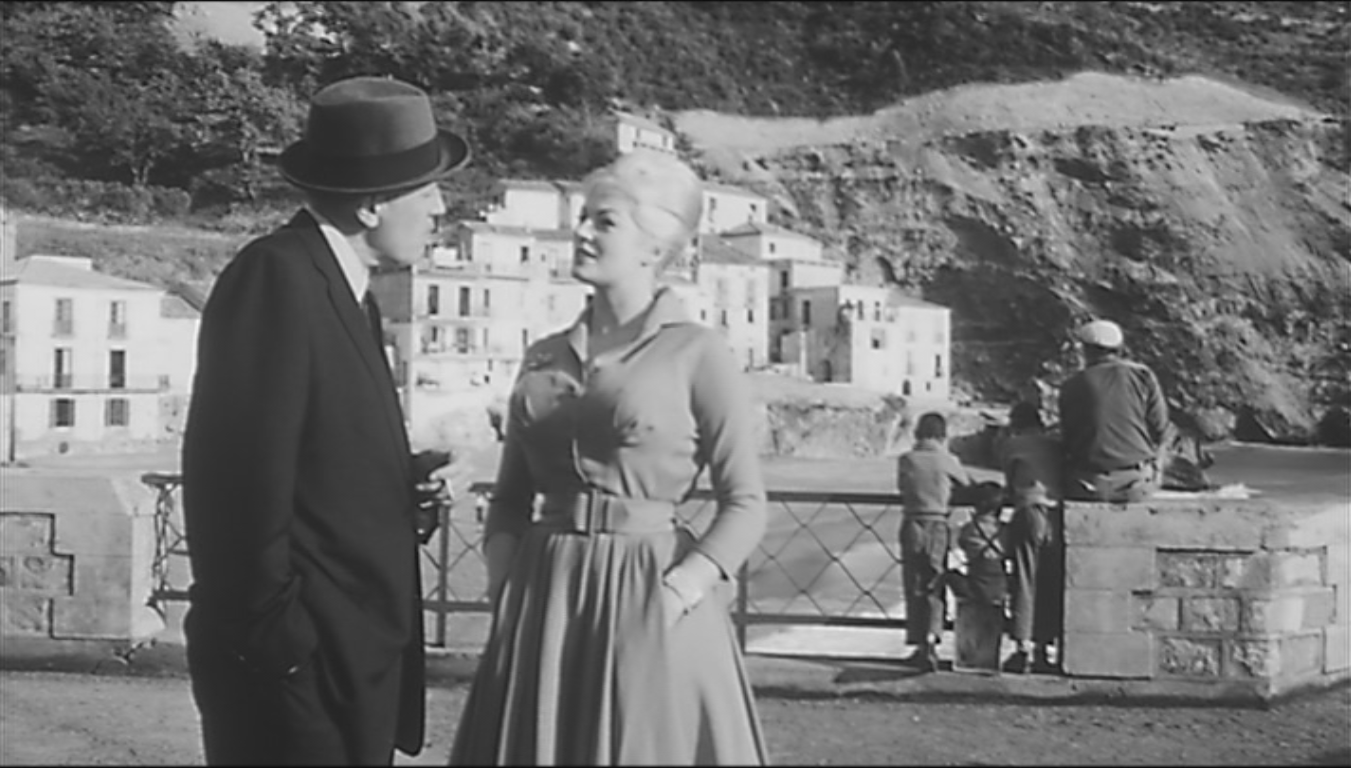
Anita Ekberg e Fred Clark in una scena del film A porte chiuse di Risi

- A Porte Chiuse (1961) di Dino Risi.
- La vedovella (1964) di Silvio Siano.
- Ogni lasciato è perso (2000) di Piero Chiambretti.
- Quantum of Solace (2008) di Marc Forster.
- Basilicata coast to coast (2010) di Rocco Papaleo.
- Sdramma (2013) di Gianni Ciardo.
- Ustica (2016) di Renzo Martinelli.
- L'eroe (2019) di Cristiano Anania.
- No Time to Die (2021) di Cary Fukunaga.
- Scordato (2023) di Rocco Papaleo.
- Il meglio di te (2023) di Fabrizio Maria Cortese

Film indipendenti e cortometraggi:
- 751 Tommaso Campanella (2008) di Andrea Nuzzi e Marco Zanelli.
- Cruel Tango (2012) di Salvatore Metastasio.
- Veritatis Splendor (2013) di Nino Cramarossa[103].
- Mille lire (2015) di Angelo Calculli[104].

A Maratea sono stati girati anche i videoclip dei brani Quante parole che non dici (2014) di Arisa e Non è detto (2018) di Laura Pausini.

### Cucina
La cucina marateota è un misto di sapori di frutti della terra e del mare. Diversamente dalla tradizionale cucina lucana, dove il pesce è poco usato, quella marateota include un largo impiego di prodotti ittici dato lo sbocco sul mare. Le antiche ricette locali, di cui alcune sono scomparse perché sostituite dalle moderne abitudini alimentari, sono basate su tradizioni che legavano un determinato piatto a un certo periodo dell'anno o a un'occasione particolare.
Tra le varie pietanze, meritano una menzione particolare le lagàne: queste sono un particolare impasto di farina, olio, sale e uova, tagliato in strisce di 2,5 cm di larghezza. Queste derivano direttamente dalle lagàni degli antichi Romani.
Tra le ricette troviamo:
- Vermicelli con le patelle («vermicelli cu' i patedde»): pasta preparata con sugo di patelle.[107]
- Alici alla scapece («alici a' scapice»): alici fritte con marinata di olio, aglio, origano e pepe. Questo piatto veniva tradizionalmente consumato durante le festività di San Biagio.[108]
- Spigola alla malvasia: piatto di pesce con malvasia, condito con acini di uva, buccia di arancia e limone, timo, rosmarino e aglio.[109]
- Nocetti: dolciumi preparati con uova, zucchero e noci, decorati con una glassa al limone.[110]

Maratea presenta nove prodotti agroalimentari tradizionali:
- Caciocavallo di Massa
- Treccia di Massa
- Capperi sotto sale
- Carruba di Maratea
- Gilò di Maratea
- Pomodoro costoluto
- Alici salate
- Aliciocculi salati
- Garum di Maratea

### Eventi
Maratea ospita numerose manifestazioni culturali, che prendono luogo principalmente nella stagione estiva o nelle sue vicinanze. A partire dal 2011, l'insieme degli eventi estivi viene riassunto nel cartellone del «Maratea Scena», il festival di eventi più lungo d'Italia.
Gli eventi vertono per lo più nell'ambito culturale, come rassegne letterarie, musicali, teatrali e cinematografiche, ma vengono programmati anche seminari e convegni di studi e manifestazioni organizzate che mirano alla promozione e alla scoperta del patrimonio naturalistico della cittadina.
Tra le varie manifestazioni comprese si segnalano il Premio Maratea, istituito nel 1983, e il festival cinematografico Marateale (fino al 2014 chiamato Maratea Film Festival - Giornate del Cinema Lucano - Premio Internazionale Basilicata), nato nel 2009.

## Geografia antropica
Maratea si compone di due nuclei, posti sulla cima e sul fianco del monte San Biagio, a cui fanno capo nove frazioni, dislocate sulla costa e nell'entroterra.
Il nucleo superiore di Maratea è la città antica, chiamata tradizionalmente «Castello» perché fu fortificata con mura e bastioni, mentre quello inferiore è il centro storico, chiamato invece «Borgo» in quanto privo di fortificazioni particolari. Questa duplicità urbana di Maratea era puntualmente notata dai viaggiatori che hanno descritto la città nel corso dei secoli:
(Gustavo Strafforello, La Patria, vol. XXVII, 1899)
Ai piedi del monte si trova poi una valle, popolata di molte contrade.
Al comune di Maratea appartengono poi alcune frazioni. Se ne contano nove, così come identificate nell'art. 4 comma 1 dello Statuto Comunale. Sei quelle sulla costa: Castrocucco, Marina, Fiumicello-Santavenere, Porto, Cersuta e Acquafredda. Tre sono quelle montane: Santa Caterina, Massa e Brefaro.

### Suddivisioni storiche

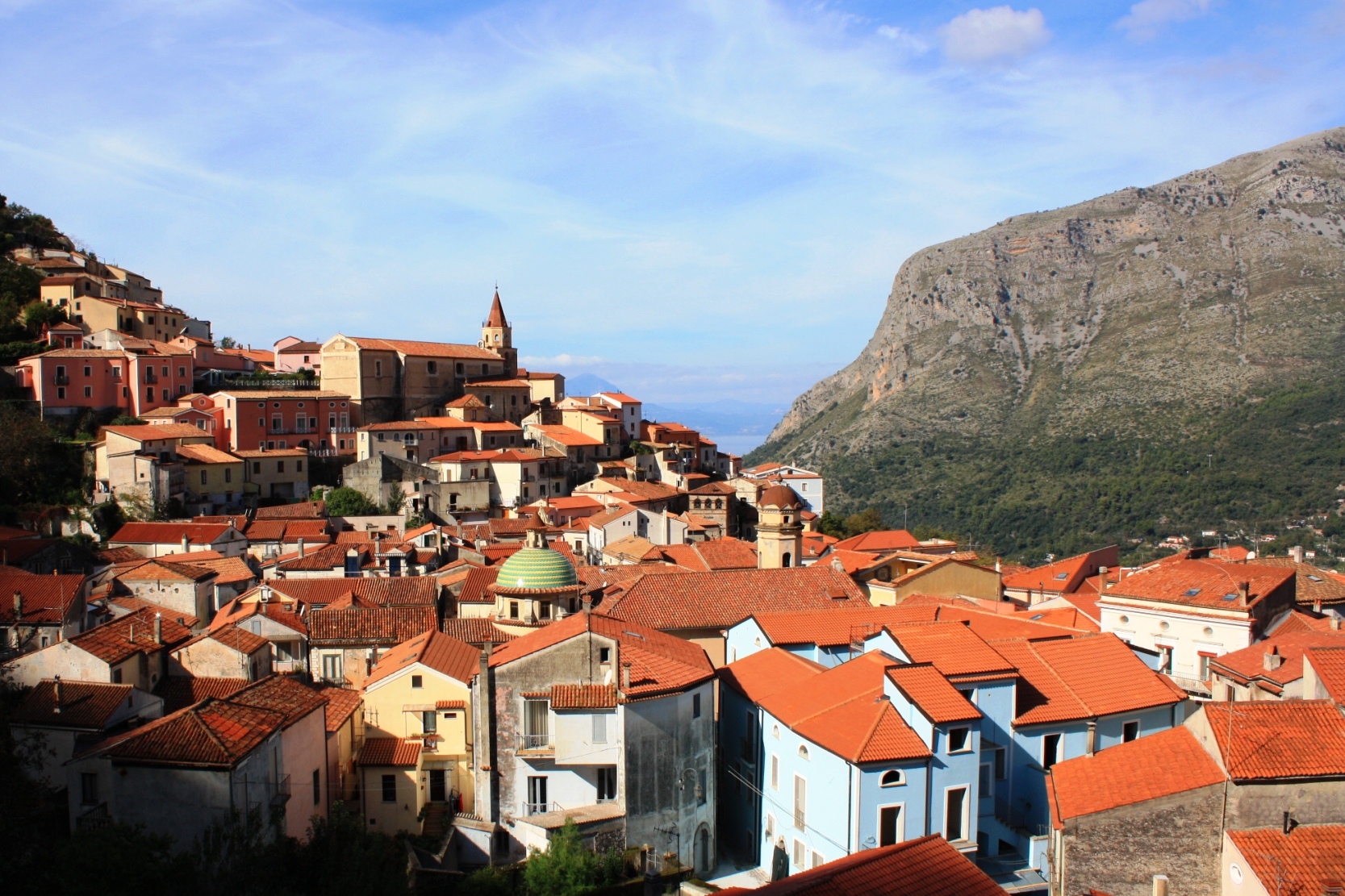
Il Borgo, centro storico di Maratea

I due nuclei di Maratea si svilupparono in tempi e modi diversi, non del tutto noti agli storici. La città superiore, posta sulla cima del monte San Biagio, è per immemore tradizione la più antica, e i suoi abitanti fondarono quella inferiore sul versante settentrionale dello stesso monte durante l'età medioevale.
I due appellativi derivano dalle fortificazioni della città antica, così come puntualizzato dalle fonti letterarie:
(Attilio Zuccagni-Orlandini, Corografia fisica, storica e statistica dell'Italia e delle sue Isole, vol. XI, Firenze, 1845.)
I due centri presentano notevoli differenze nell'impianto urbano l'una dall'altra, dovuti alle caratteristiche dei loro siti e all'epoca del loro sviluppo. Solo la città inferiore è popolata; mentre la superiore è abbandonata e in rovina.

#### Il Castello
(Giovan Battista Pacichelli, Il Regno di Napoli in Prospettiva, Napoli 1702.)
Il Castello è il nome con cui i marateoti indicano colloquialmente la città vecchia di Maratea, sita sulla cima del monte san Biagio.
Questo antico centro, ora disabitato e in gran parte ridotto in stato di rudere, nacque probabilmente in età alto-medioevale, sebbene sul sito non manchino tracce archeologiche di un insediamento di età romana.
A differenza di altri luoghi lucani con lo stesso appellativo, il soprannome Castello non si deve alla presenza di una fortezza o di un vero e proprio maniero sul sito, ma al fatto che la cittadina fosse posta in cima a una rupe inespugnabile e protetta da mura di cinta, bastioni e torri, che la difesero dagli attacchi subiti del 1440 e del 1495, ma che furono distrutti dopo la resistenza del 1806.
(Carmine Iannini, Di S. Biase e di Maratea. Discorso Istorico. Libri II., Napoli, Istituto Grafico Italiano, 1985.)

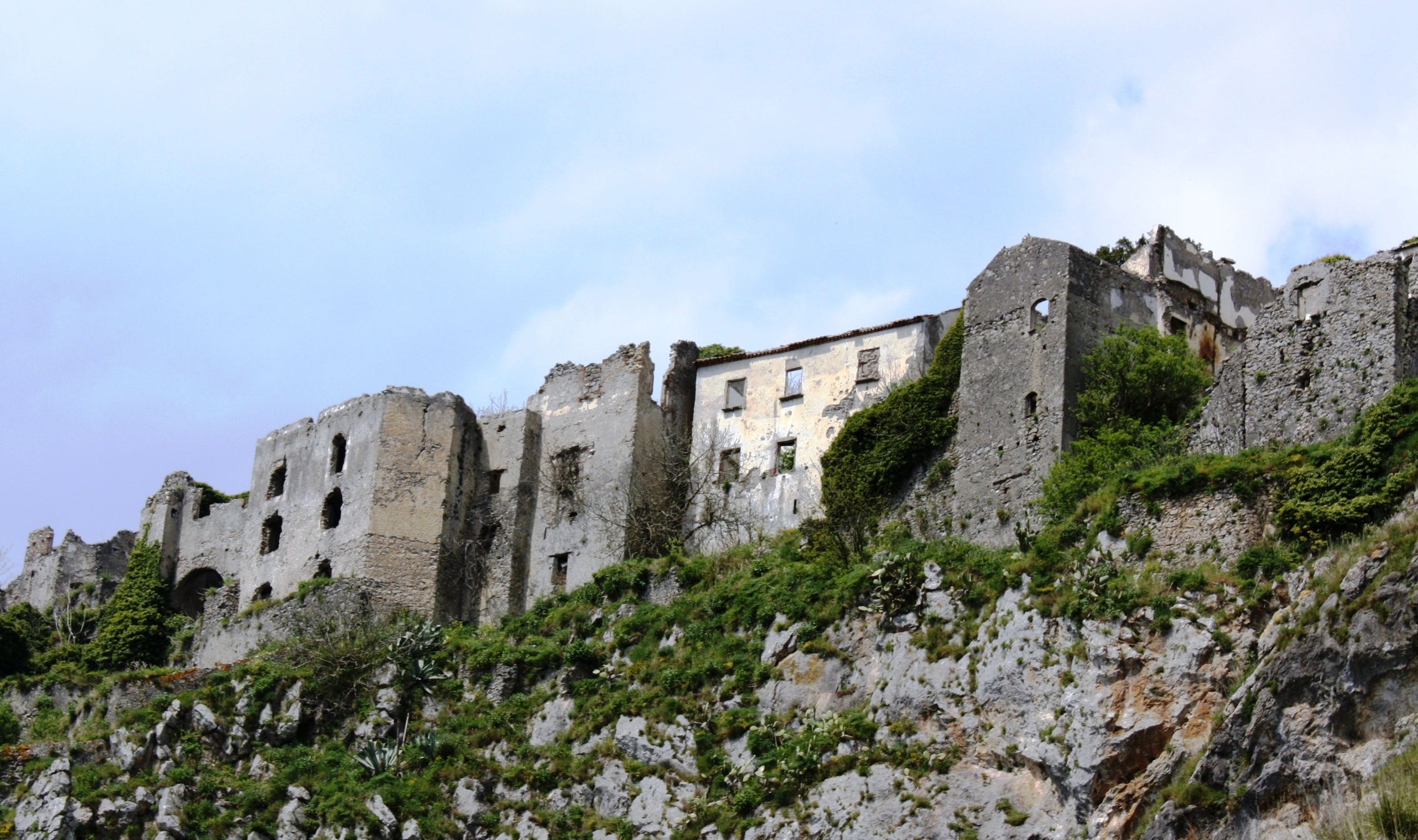
I ruderi delle case del Castello di Maratea

Le abitazioni presentavano caratteristiche di «miniaturizzazione»: ogni vano era circa 1/4 più piccolo del normale, per economizzare lo spazio e ridurre al minimo la dispersione del calore, garantito da un forno per la panificazione di cui disponevano tutte le case. In ogni dimora trovava posto anche una cisterna per l'acqua, in quanto sulla cima del monte non vi sono sorgenti. Non mancavano comunque palazzi e residenze più grandi, riservate alle famiglie più agiate, e su tutte spicca Palazzo Ventapane, grandioso edificio di cui si scorge ancora la loggia esagonale.
La viabilità all'interno era costituita da stradine, vicoli, angiporti e scalinate, e solo due porte permettevano l'accesso alla cittadina fortificata: Porta Santa Maria, posta alle mura meridionali, e Porta dei Carpini, posta su quelle settentrionali.
Le difficili condizioni abitative del sito, esposto alle intemperie e alla caduta di fulmini, unite al pendolarismo dei contadini che coltivavano le terre della valle sottostante, furono i presupposti per la nascita della nuova Maratea. Divenute queste città di pari dignità chiamate a governare congiuntamente il territorio nel XVI secolo, la cittadina, chiamata Maratea superiore nei documenti giuridici e sulle mappe, perse rapidamente peso politico in favore della consorella, ma si mantenne sempre cuore religioso della comunità, in quanto custode delle reliquie di San Biagio di Sebaste, patrono di Maratea.
Dopo essere stata teatro della resistenza contro i soldati napoleonici, venuti a conquistare il Regno di Napoli, ed essere quindi stata mutilata delle sue fortificazioni artificiali, il processo di spopolamento accrebbe, e già nel 1808 la sua municipalità fu soppressa e incorporata completamente a quella dell'altra Maratea con il nome popolare di Castello.

#### Il Borgo
(Lorenzo Giustiniani, Dizionario Geografico-Ragionato del Regno di Napoli, 1802, Napoli, Tomo V, p. 357)
Il Borgo (più frequentemente indicato come il Paese) è il centro storico della città di Maratea. Si trova arroccato su un costone di roccia del monte san Biagio che lo rende invisibile dal mare, e quindi, in antichità, al sicuro dalle insidie dei Saraceni. Questa posizione ha il grave svantaggio di isolare la cittadina dai raggi solari nel mese di dicembre e di gennaio, bloccati dalla cima della montagna sovrastante.
Nato come sobborgo dell'antica Maratea, questo è dal 1808 l'unico capoluogo comunale. Fu edificato dagli abitanti del Castello che coltivavano le terre della valle sottostante. Questi, secondo la tradizione
(Carmine Iannini, Di S. Biase e di Maratea. Discorso Istorico. Libri II., Napoli, Istituto Grafico Italiano, 1985.)

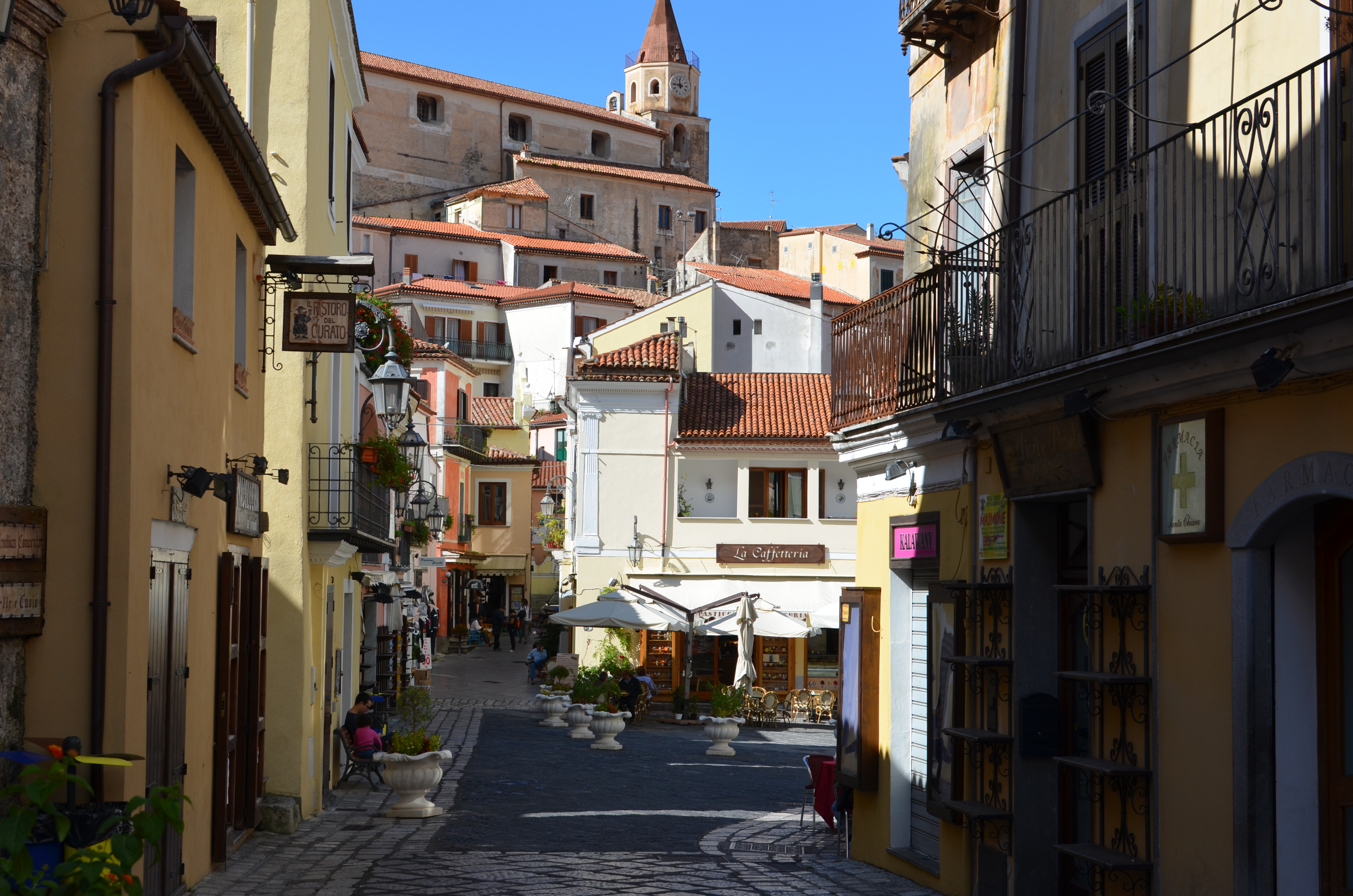
Tra le case del centro storico si distingue la figura della chiesa madre con il suo campanile romanico

Espansosi con la costruzione di nuovi casali, nel 1434 il Borgo si emancipò dalla circoscrizione ecclesiastica di San Biagio al Castello, costituendo la chiesa di Santa Maria Maggiore parrocchia autonoma. Nel XVI secolo si elevò a dignità di città, distinguendosi dall'altra con il nome di Maratea inferiore, formando una propria amministrazione che governava congiuntamente con l'antica Maratea il territorio.
Accresciuto ulteriormente, nel 1676 fu teatro di un assalto banditesco, sedato grazie all'intervento dei soldati del Castello.
Il Borgo presenta una struttura urbanistica diseguale e caotica, dovuta all'asperità del sito: i palazzi e le abitazioni più grandi, persino alcune chiese, sono formate con l'unione di piccole case e altre strutture. Oltre agli edifici sacri, tra cui figurano l'antica chiesa di San Vito, la settecentesca chiesa dell'Annunziata, la seicentesca chiesa dell'Addolorata, la chiesa dell'Immacolata e la chiesa di Sant'Antonio; le emergenze architettoniche principali sono gli antichi palazzi della nobiltà marateota: Palazzo De Lieto, che dal 1734 ospitò il primo ospedale di Maratea, Palazzo Calderano, Palazzo D'Orlando, Palazzo De Filippo, Palazzo Eredi Picone e Palazzo Gennari.
La viabilità, chiusa in tortuosi ma pittoreschi vicoli, si apre in un lungo corso, detto la Piazza, alle cui estremità si trovano due colonne votive, ingrandito nel Novecento con l'apertura di due piazzali: Piazza Biagio Vitolo e Piazza Giovanni Buraglia.

### La valle
La grande valle compresa tra i monti San Biagio e Cerreta (o Cerrita), anticamente dedicata all'agricoltura, ha visto una vigorosa urbanizzazione nel secondo Dopoguerra. Ora è ricolma di una miriade di case sparse, edificate senza alcun disegno urbano. Convenzionalmente le zone abitate sono identificate con le seguenti contrade:
- Caìni: si trova nella parte bassa, vicino a Fiumicello. Spesso viene accorpato con Campo Mulìni.
- il Càmpo: si trova nella zona alta, presso il centro storico.
- Campo Mulìni: si trova nella parte centrale della valle, a oriente rispetto a Caìni.
- il Cùrzo: nella parte più alta, sulla via di Trecchina.
- i Giardélli: la contrada è occupata dal complesso di case popolari del comune, si trova a poca distanza dal centro storico.
- l'Ondàvo: al centro della valle, qui convergono e incrociano la SS 18 e la SP 3 Tirrena.
- i Profìti: chiamato anche Porto-Scalo, si trova nella parte bassa della valle, a ridosso del Porto. Ospita la stazione ferroviaria centrale.
- i Ràsi: sparuto gruppo di case a monte di Fiumicello.
- San Basìle: si trova nella zona medio-alta della valle, a poca distanza dai Giadélli.
- San Francésco: ai piedi del centro storico, si raggruppa in una piazzetta dove si trova la chiesa omonima.
- San Nicòla: quasi un unico gruppo di case con San Francésco, ospita l'ospedale e la casa di riposo.
- Santa Marìa: nella parte nord della valle.
- Sorgimpiàno: prende il nome da un piccolo torrente, si trova vicino a San Basìle.
- i Trecchinàri: occupa la parte più a nord-ovest della valle.
- la Vallìna: si trova a ridosso di Fiumicello.

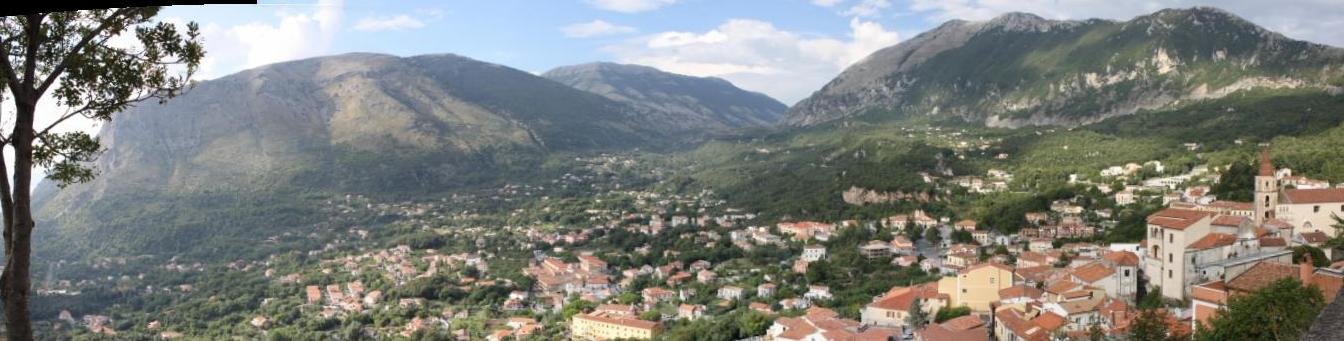
La valle di Maratea

### Frazioni

#### Frazioni costiere

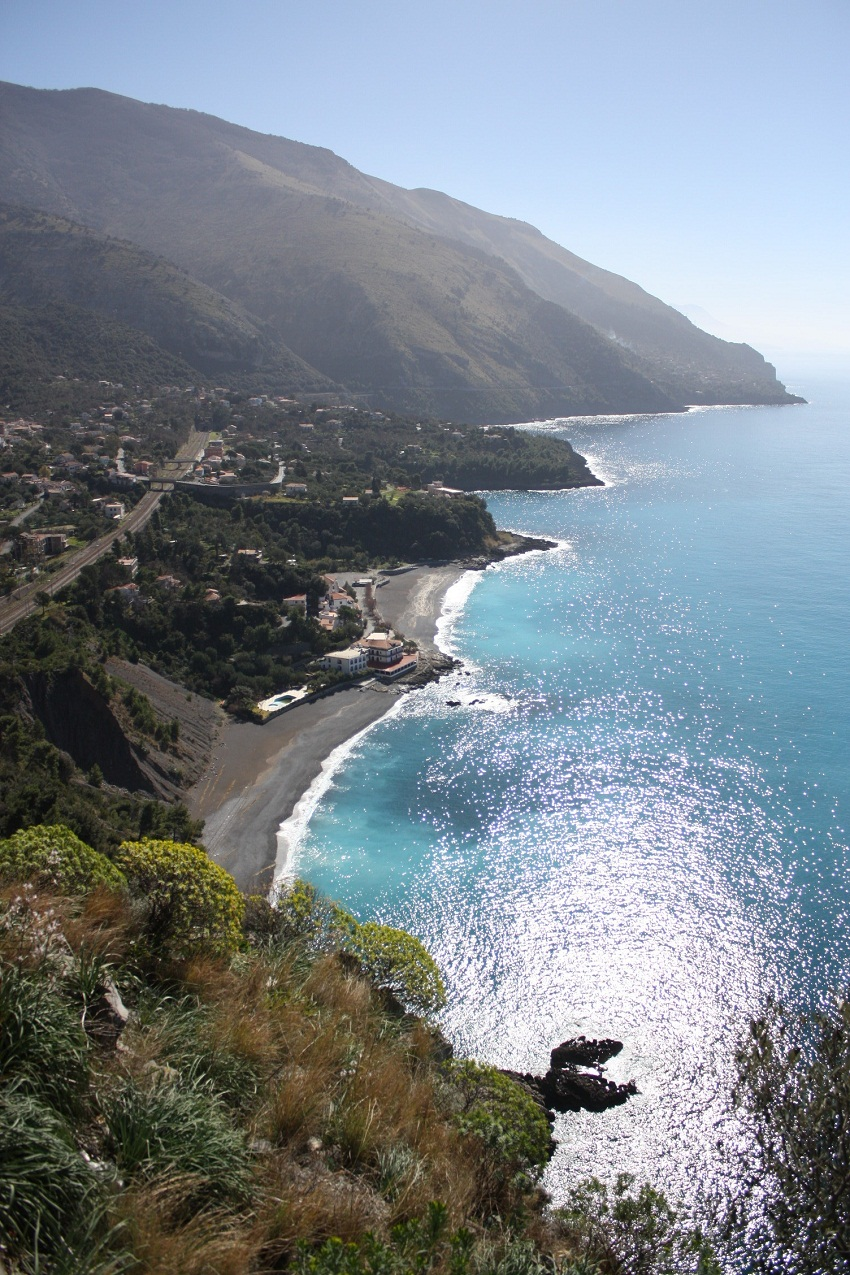
Acquafredda

- Acquafredda, è la frazione più a nord del comune, si trova incastonata tra una corona di monti, coperti da una fitta pineta, che la isolano dalle zone circostanti. Fu residenza estiva di Francesco Saverio Nitti, nonché luogo del martirio di Costabile Carducci nel 1848. Ha una chiesa ottocentesca di pregevole architettura, hotel e lidi balneari. Di fronte a una delle sue spiagge si trova una sorgente marina di acqua dolce, più fredda di quella del mare, donde il nome.

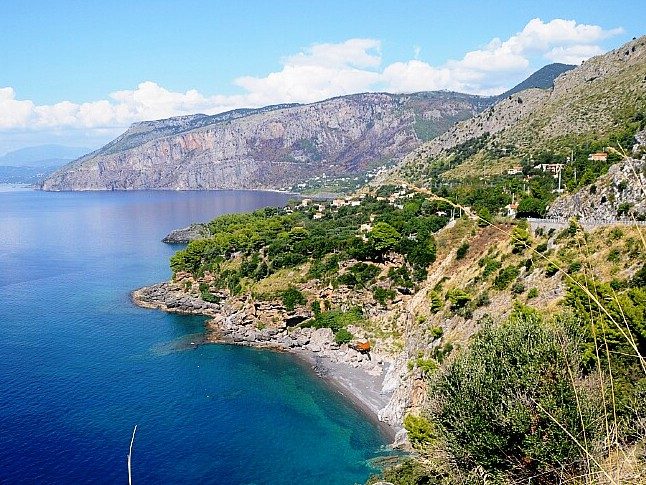
Cersuta

- Cersuta, la piccola frazione, si sviluppa intorno a una chiesa seicentesca. Prende il nome dalla presenza di querce, in dialetto locale dette «cerse».
- Fiumicello-Santavenere, sviluppatasi in tempi recenti con l'aggregazione dei due villaggi da cui prende il nome, è uno dei principali centri del turismo locale. È attraversata da un torrente che convoglia in mare le acque delle principali sorgenti della valle di Maratea.
- Porto, borgo di pescatori, si sviluppa a forma di anfiteatro intorno alla struttura portuale, realizzata a partire dal 1962. È uno dei centri principali del turismo locale, durante la stagione estiva ospita manifestazioni di vario genere.

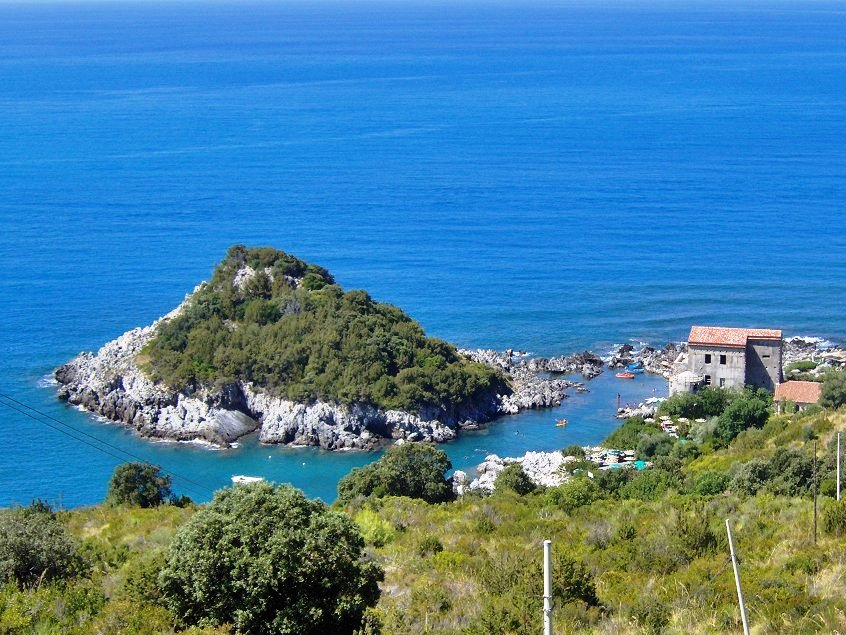
Castrocucco

- Marina, è la frazione più grande per estensione superficiale, ma è composta per lo più da case sparse senza una precisa identità urbana. Il nucleo principale si raggruppa intorno alla stazione ferroviaria. Sul suo tratto di costa, dall'alto valore paesaggistico, ha numerose spiagge. Vi si trova la Grotta di Marina e il grazioso bosco di Ilicini.
- Castrocucco, à la frazione più a sud, nonché unica zona pianeggiante del territorio comunale. Piccolo borgo, fu nel Novecento sede di molte attività agricole. Su un picco del monte retrostante si trova il grande Castello di Castrocucco, da cui prende il nome.

#### Frazioni montane

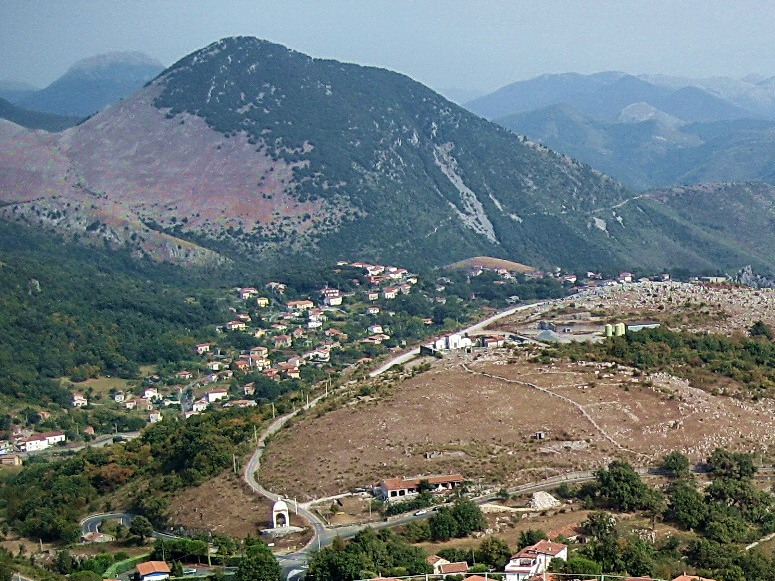
Massa

- Santa Caterina, è la frazione più piccola e la meno popolata, si trova a breve distanza dal Castello e da Massa. Si sviluppa intorno, e prende il nome, da una chiesetta intitolata a Santa Caterina d'Alessandria.
- Massa, è la frazione più popolosa. Frequentata già nell'antichità, nell'alto-medioevo fu sede di masserie, donde il nome[124]. Vi si producono ancora mozzarelle e altri prodotti caserecci.
- Brefaro, frazione isolata dalle montagne dell'entroterra marateota, si sviluppa intorno a una chiesetta ottocentesca dedicata alla Madonna della Mercede.

## Economia
Maratea ha uno dei più alti redditi pro-capite della Basilicata; la parte preponderante delle attività economiche locali si concentrano intorno al settore del turismo, tanto per la ricettività che per le attività commerciali connesse.

### Turismo
| 2001 | 36 082 | 162 876 |
| 2002 | 38 992 | 180 374 |
| 2003 | 45 859 | 191 358 |
| 2004 | 45 235 | 185 944 |
| 2005 | 44 983 | 186 516 |
| 2006 | 43 869 | 155 220 |
| 2007 | 42 732 | 164 143 |
| 2008 | 46 872 | 181 865 |
| 2009 | 47 291 | 197 102 |
| 2010 | 47 858 | 164 546 |
| 2011 | 46 766 | 165 430 |
| 2012 | 48 552 | 214 271 |
| 2013 | 48 263 | 210 189 |
| 2014 | 49 590 | 210 832 |
| 2015 | 53 602 | 225 379 |
| 2016 | 56 689 | 235 079 |
| 2017 | 65 166 | 249 586 |
| 2018 | 65 525 | 251 680 |
| 2019 | 62 348 | 244 369 |
| 2020 | 37 980 | 155 159 |
| 2021 | 48 968 | 212 608 |
| 2022 | 53 963 | 203 521 |
| 2023 | 53 175 | 205 950 |

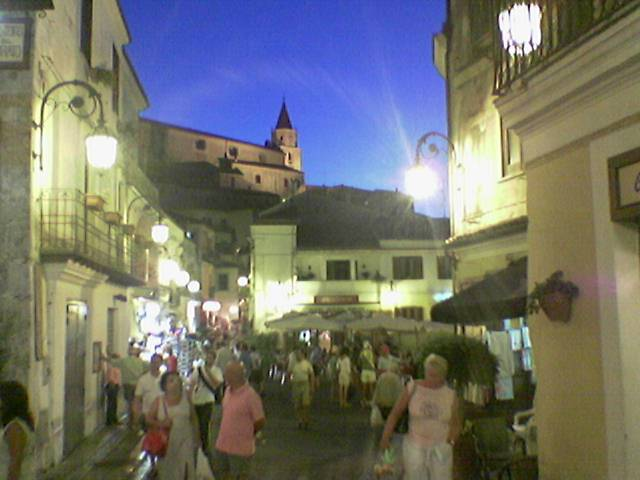
Turisti in una serata estiva nel centro di Maratea

Maratea è conosciuta con l'appellativo turistico di Perla del Tirreno.
Durante il XIX secolo Maratea era frequentata per «l’uso dei Bagni estivi»; nel 1927 è documentata la presenza di numerosi affittacamere, localizzati per lo più tra il Porto e Fiumicello-Santavenere.
Nel Dopoguerra, la comunità di Maratea tentò di far ripartire l’economia locale anche grazie al turismo. L’amministratore Biagio Vitolo e il locale imprenditore Antonio Cernicchiaro idearono diversi progetti, tra cui un'escursione di gitanti, il 10 aprile 1950, sulla cima del monte San Biagio e alle grotte di Marina, nel tentativo di promuovere le risorse religiose e naturalistiche a fini turistici.
Alle deboli forze locali si affiancò l’aiuto decisivo di Stefano Rivetti di Val Cervo, imprenditore biellese, giunto a Maratea a metà anni cinquanta per intercettare i finanziamenti della Cassa del Mezzogiorno. A Rivetti si deve la costruzione del primo moderno albergo e la promozione su vasta scala del territorio.
L'attrattiva si concentra principalmente sulla balneazione, e sui luoghi di interesse artistico. Praticamente inesistente però è ancora il turismo legato ai beni storici, di cui il territorio è molto ricco.

## Infrastrutture e trasporti

### Strade
Le principali arterie stradali nel comune di Maratea sono:
- SS 18 Tirrena Inferiore, attraversa le frazioni di Acquafredda, Cersuta, Marina e Castrocucco, collega Maratea a nord con Sapri e a sud con Tortora.
- SP 3 Tirrena, collega Maratea con Trecchina e Lauria, attraversa la valle e si innesta con la SS 18 all'altezza della località Ondavo.
- SP 3 bis, collega Maratea con la frazione Santa Caterina e la cima del monte san Biagio;
- SP 103, collega la frazione Massa alla frazione Santa Caterina, dove si innesta con la SP 3 bis.
- SP 131, collega la frazione Brefaro alla frazione Santa Caterina, dove si innesta con la SP 3 bis.
- SS 585 Fondo Valle Noce, mette in comunicazione Maratea con l'Autostrada A2 del Mediterraneo ("Salerno ↔ Reggio Calabria"). Si innesta con la SS 18 presso la frazione Castrocucco.

### Ferrovie
Sulla linea Napoli-Reggio Calabria si trovano tre stazioni nel comune di Maratea: la stazione centrale, quella di Acquafredda e quella di Marina.

### Porti

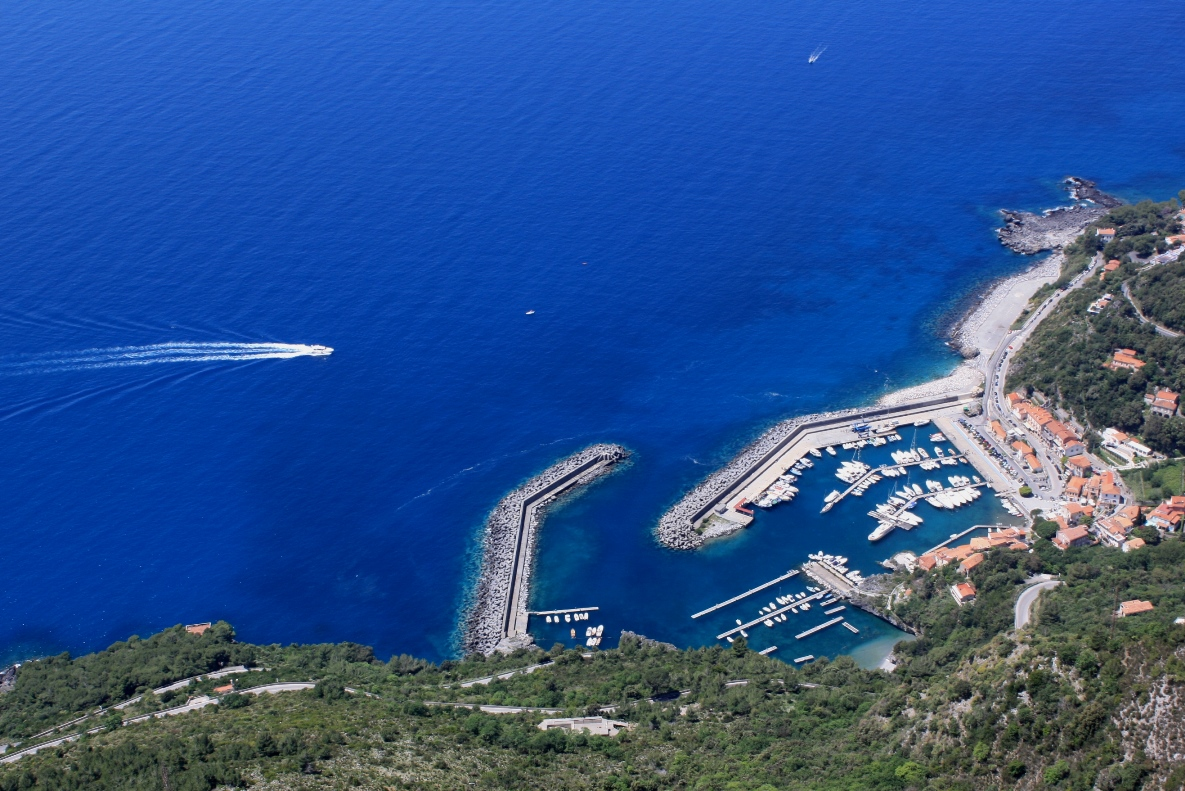
Il porto di Maratea

Il porto di Maratea, sito nella frazione omonima, è un approdo turistico.

## Amministrazione

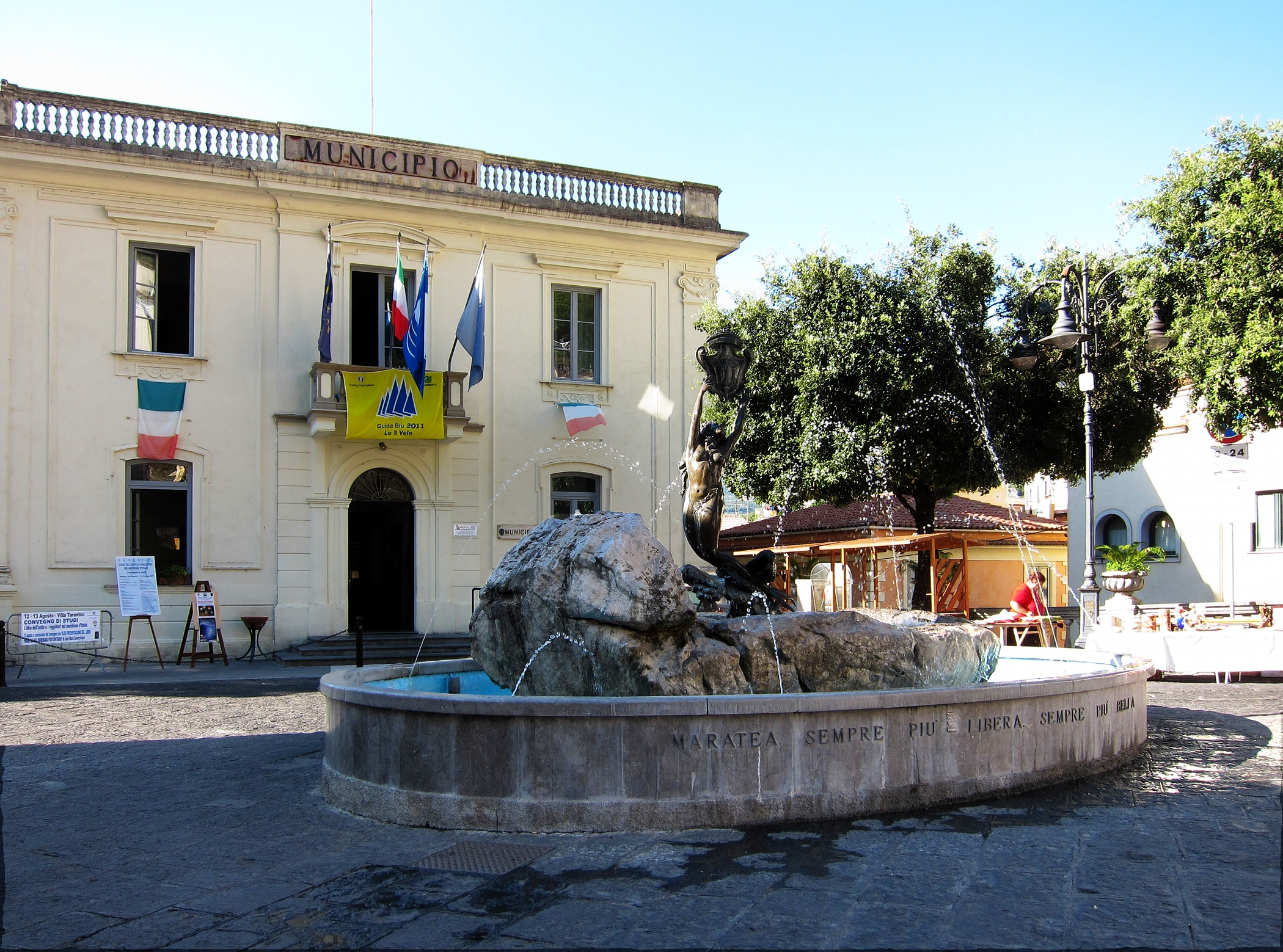
Il municipio di Maratea

| Periodo        | Periodo          | Primo cittadino    | Partito                                  | Carica                    | Note    |
| -------------- | ---------------- | ------------------ | ---------------------------------------- | ------------------------- | ------- |
| 24 aprile 1995 | 28 febbraio 1997 | Francesco Sisinni  | centro-destra                            | Sindaco                   |         |
| 1º marzo 1997  | 6 aprile 1997    | Alberico Gentile   | -                                        | Commissario prefettizio   |         |
| 7 aprile 1997  | 12 maggio 2001   | Mario Di Trani     | centro-sinistra                          | Sindaco                   | [ 137 ] |
| 13 maggio 2001 | 30 giugno 2004   | Giuseppe Schettino | centro-destra                            | Sindaco                   | [ 138 ] |
| 1º luglio 2004 | 4 aprile 2005    | Angelo Di Caprio   | -                                        | Commissario straordinario |         |
| 3 aprile 2005  | 30 giugno 2008   | Francesco Ambrosio | lista civica Alleanza di centro-sinistra | Sindaco                   | [ 139 ] |
| 1º luglio 2008 | 7 giugno 2009    | Luca Rotondi       | -                                        | Commissario straordinario |         |
| 7 giugno 2009  | 25 maggio 2014   | Mario Di Trani     | Lista civica Per Maratea                 | Sindaco                   | [ 140 ] |
| 26 maggio 2014 | 26 maggio 2019   | Domenico Cipolla   | Lista civica Maratea Viva                | Sindaco                   | [ 141 ] |
| 27 maggio 2019 | 9 giugno 2024    | Daniele Stoppelli  | Lista civica Rinascita                   | Sindaco                   | [ 142 ] |
| 10 giugno 2024 | in carica        | Cesare Albanese    | Lista civica Maratea è viva              | Sindaco                   | [ 1 ]   |

### Gemellaggi
- Carosino, dal 12 ottobre 2001[143].
- Avetrana, dal 28 aprile 2010[144].
- Chiaravalle Centrale, dal 12 maggio 2012[145][collegamento interrotto]
- Rocca Priora, dal 10 maggio 2013.[senza fonte]

## Sport
I principali sport praticati a Maratea sono il calcio e la pallavolo.
La squadra di calcio della città è il F.C. Maratea 2004 che milita nel girone unico di Promozione. Nato nel 2004, ha come colori sociali il granata e il bianco.
È esistita anche una squadra di calcio a 5, l'A.S.D. Real Maratea, che ha militato con due squadre in serie C1 e nella categoria juniores. I colori sociali erano il blu e il verde.
Maratea è stata scelta più volte per ospitare le gare del campionato nazionale di Beach Volley. A Maratea è stato inoltre stabilito, il 21 settembre 2002, il record mondiale di immersione in apnea, da parte di Alessandro Rignani Lolli.

### Ciclismo
Tappe del Giro d'Italia con arrivo/partenza a Maratea
- 1965 7ª tappa Potenza-Maratea, vinta da Luciano Armani.
- 1965 8ª tappa Maratea-Catanzaro, vinta da Frans Brands.

Il comune ospita una gara ciclistica nel periodo della festa di San Biagio.

### Impianti sportivi
Il principale impianto sportivo è lo Stadio Europa, campo di calcio con pista di atletica, spogliatoi sotterranei e tribuna con copertura.
Il comune di Maratea possiede diversi impianti tennistici e di calcetto.